# Storia della Grecia
La storia della Grecia comprende tradizionalmente lo studio del popolo greco, i luoghi che hanno governato in passato, e i territori che ora formano la Grecia moderna. La colonizzazione e, in seguito, il governo greco sono variati significativamente nel corso degli anni, e come conseguenza, anche la storia della Grecia è estremamente varia: ogni periodo ha, infatti, la sua relativa sfera di interesse. Le prime tribù che parlavano un greco arcaico giunsero nella penisola intorno al III millennio a.C., dove numerose persone praticavano già l'agricoltura sin dal VII millennio a.C.
Durante il periodo di massima estensione, la civiltà greca comprendeva territori fino all'Egitto e alle montagne dell'Hindu Kush in Pakistan. Da allora, minoranze greche sono rimaste in vari luoghi (ad esempio, in Turchia, Italia e Libia) e gli emigrati sono stati assimilati da varie società in tutto il mondo (Nord America, Australia, Nord Europa, Estremo Oriente). Ancora oggi, la maggior parte dei greci vive nel moderno Stato della Grecia (indipendente dal 1821) e a Cipro.

## Preistoria e protostoria
Già nel Paleolitico, nelle zone settentrionali della Grecia, troviamo tracce di occupazione di abitanti cacciatori e raccoglitori che conducono una vita nomade. Quando poi la rivoluzione neolitica raggiunse l'Europa a cominciare proprio dalla Grecia (a partire dal X millennio a.C.), iniziarono a formarsi i primi nuclei di comunità stabili, grazie all'agricoltura e all'allevamento, fondamentali per il processo di sedentarizzazione. Inoltre, quest'epoca introdurrà i presupposti per il commercio e per i circuiti di scambio, determinati anche dalla produzione di utensili in ceramica, in argilla e in metalli (perlopiù rame e oro), lavorati con strumenti in pietra levigata. Per facilitare lo scambio e, quindi, la contabilità, l'uomo si serve di segni incisi sull'argilla. Tali segni sono le prime manifestazioni di scrittura.
Alcune comunità neolitiche come quella di Sesklo vivevano in insediamenti fortificati in grado di ospitare 3.000-4.000 persone. Altre testimonianze giungono dai ritrovamenti archeologici a Nea Nikomedia, dove sono state scoperte abitazioni a pianta quadrangolare con mura in argilla (V millennio a.C.), e a Dimini, dove si notano avanzamenti sia nella tecnica di fortificazione, con l'utilizzo di cerchie murarie concentriche, sia nella decorazione dei vasi, con l'introduzione del meandro e della spirale (IV millennio a.C.). Il passaggio dalla preistoria alla protostoria, che corrisponde all'età antica, iniziò con la comparsa della scrittura in Mesopotamia presso il popolo dei Sumeri. In Grecia, invece, la scrittura comparve presso la civiltà minoica solo nel II millennio a.C., mentre il passaggio alla protostoria fu segnato dalla scoperta del bronzo.

## L'età del bronzo
Al termine del III millennio a.C., la Grecia fu divisa tra due diverse culture, che avrebbero seguito uno sviluppo distinto per tutto il periodo della media e della tarda età del bronzo: la civiltà minoica e la civiltà micenea. Alcuni studiosi hanno sostenuto che andrebbero inclusi nella storia della Grecia antica anche i periodi delle civiltà micenea e minoica, mentre altri sostengono che queste civiltà fossero così diverse dalle culture greche successive da doverle classificare separatamente.

### Civiltà minoica
Una delle civiltà più avanzate tra quelle apparse nella zona del Mar Egeo fu quella minoica a Creta, che durò approssimativamente dal 2700 (Antico minoico) a.C. al 1450 a.C., mentre il periodo dell'Antico Elladico nella Grecia continentale durò dal 2800 a.C. al 2100 a.C.

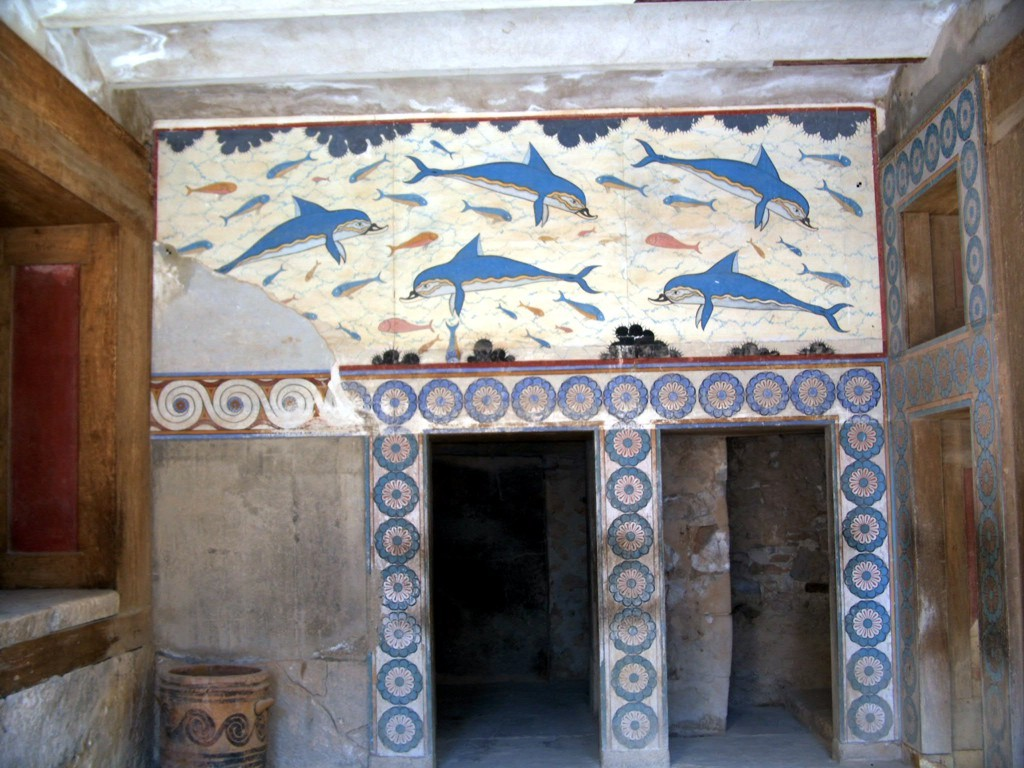
Un affresco nel palazzo di Cnosso

Si hanno poche informazioni riguardo ai minoici (anche il nome è una denominazione moderna, derivata da Minosse, il leggendario re di Creta). Essi sono stati descritti come un popolo pre-indo-europeo, apparentemente gli antenati linguistici dei parlanti l'eteocretese dell'antichità classica, e la loro lingua era codificata nei caratteri tuttora indecifrati della Lineare A. I Cretesi furono principalmente un popolo mercantile impegnato nel commercio d'oltremare, che traeva vantaggio dalle ricche risorse naturali della propria terra. Il legname, a quel tempo, era un'abbondante risorsa naturale che veniva commercialmente sfruttata ed esportata nelle terre del Mediterraneo vicine, come Cipro, la Siria, l'Egitto e le Isole egee. Nell'età del bronzo antica, ossia fino al 2100 a.C., la civiltà minoica visse un periodo di grande prosperità.
Sebbene le cause del suo crollo siano incerte, si pensa che la civiltà minoica possa avere subito l'invasione dei Micenei, provenienti dalla Grecia continentale. L'invasione ebbe luogo intorno al 1400 a.C., in concomitanza con l'eruzione di Thera, che rappresenta un probabile quanto sconcertante scenario riguardo alla fine della civiltà minoica. Secondo questa teoria, la flotta minoica e i porti furono irrevocabilmente distrutti da un sisma colossale e dalle successive onde anomale. I mutamenti climatici colpirono poi i raccolti per molti anni; di conseguenza, gli abitanti dell'isola furono colpiti da carestia e, probabilmente, un grande dissesto sociale. Gli invasori micenei scrissero il capitolo finale di una fiorente civiltà che era durata circa milletrecento anni e adottarono molti aspetti della cultura che trovarono a Creta.
La civiltà minoica fu rivelata al mondo moderno da Sir Arthur Evans nel 1900, il quale diede inizio agli scavi nel sito di Cnosso.

#### I palazzi

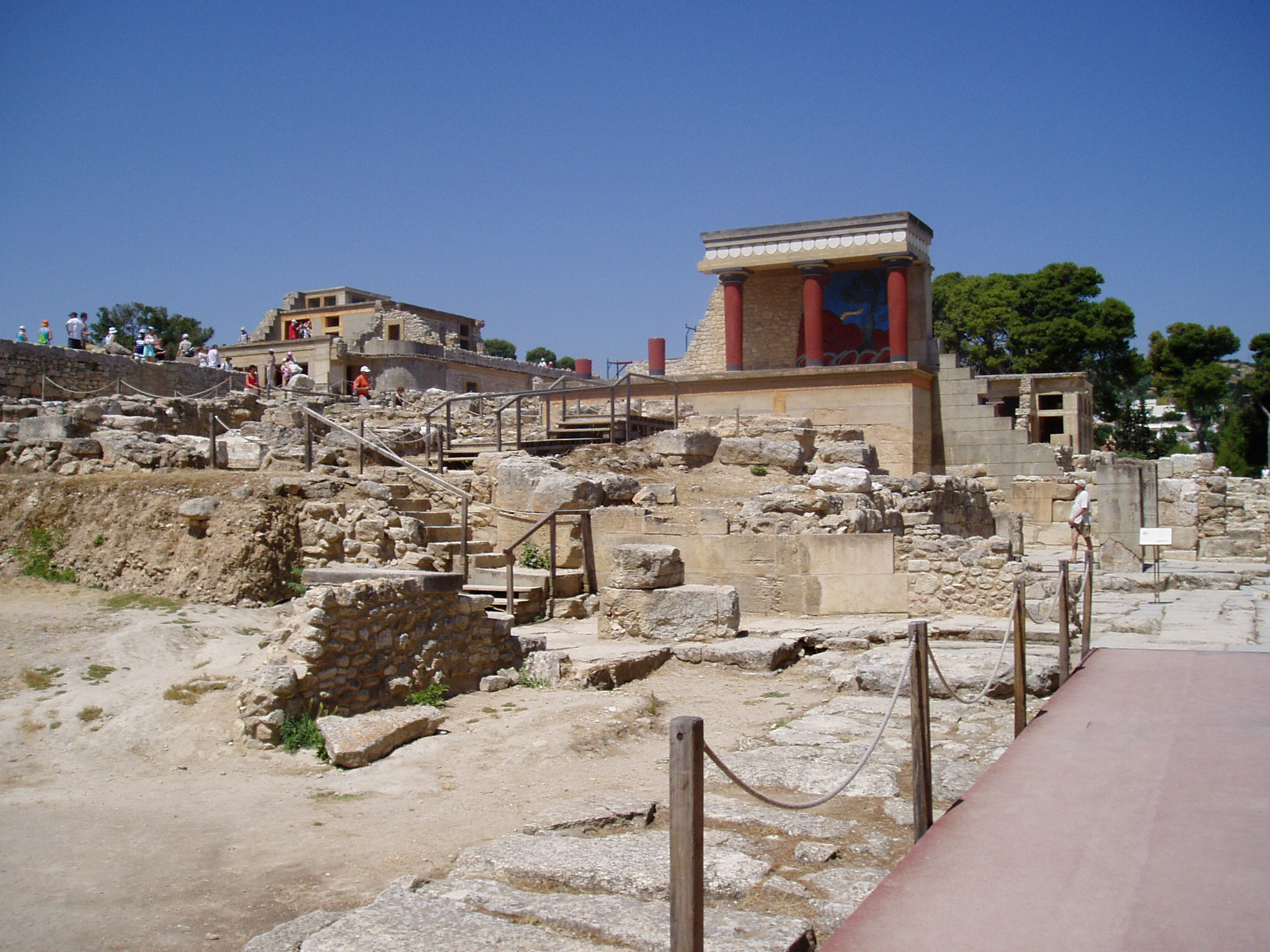
Rovine del palazzo di Cnosso

I primi palazzi furono costruiti alla fine del periodo dell'antico minoico nel terzo millennio a.C. (Malia). Mentre, in passato, si credeva che la fondazione dei primi palazzi fosse sincrona e datata al medio minoico, intorno al 2000 a.C. (la data del primo palazzo a Cnosso), gli studiosi ora pensano che i palazzi fossero stati costruiti durante un periodo di tempo più lungo in differenti località, come risposta allo sviluppo locale. I principali palazzi più antichi sono Cnosso, Malia e Festo. Alcuni degli elementi documentati nei 'palazzi' del medio minoico (Cnosso, Festo e Mallia, per esempio) hanno precedenti negli stili più arcaici delle costruzioni dell'antico minoico. Questi comprendono le variazioni dei cortili occidentali e lo speciale trattamento dato alla facciata occidentale. Un esempio di ciò si può vedere nella cosiddetta "Casa sulla collina" a Vasiliki, risalente al periodo dell'antico minoico II.
I palazzi soddisfano una pletora di funzioni: come centri di governo, uffici amministrativi, santuari, officine e spazi per l'immagazzinamento (per esempio, cereali). Queste distinzioni sarebbero sembrate artificiose ai minoici.
L'uso del termine 'palazzo' (che significa residenza dinastica e centro di potere) per quanto concerne i palazzi più antichi, recentemente è stato sottoposto a critiche (vedi palazzo), proponendo di contro la definizione di 'edificio di corte'. Tuttavia, il termine originale è probabilmente troppo bene arroccato per essere sostituito. Le caratteristiche architettoniche come muratura di conci, ortostati, colonne, cortili aperti, scalinate (che implicano piani superiori), e la presenza di diversi bacini sono stati usati per definire l'architettura palaziale.
Spesso, secondo le convenzioni meglio conosciute, i palazzi più recenti sono stati utilizzati per ricostruire i vecchi, ma questa pratica può oscurare differenze funzionali fondamentali. La maggior parte dei palazzi più antichi aveva soltanto un piano e nessuna facciata caratteristica. Essi erano a forma di U, con un grande cortile centrale, e generalmente erano più piccoli dei palazzi successivi. I palazzi del tardo periodo sono caratterizzati da edifici a più piani. Le facciate occidentali avevano muri costituiti da conci di arenaria, come a Cnosso (l'esempio meglio conosciuto). Ulteriori convenzioni potrebbero includere magazzini, un orientamento nord-sud, una stanza con pilastri, un sistema di Hall Minoica, una corte occidentale e vie d'entrata con piedritti e porte. L'architettura palaziale nel primo periodo palaziale viene identificata dal suo stile così definito 'quadrato dentro un quadrato', mentre, successivamente, le costruzioni del secondo periodo palaziale incorporarono più divisioni interne e corridoi.
Uno standard architettonico comune tra i 'palazzi' del medio minoico è che essi sono allineati con la loro topografia circostante. La struttura palaziale del MM di Festo sembra allinearsi con il monte Ida, mentre quella di Cnosso con lo Juktas. Questi sono orientati lungo l'asse nord-sud. Un ragione proposta per questo (orientamento) è il significato rituale della montagna, dove numerosi santuari montani (spazi per rituali pubblici) sono stati ivi scavati (come a Petsophas). I documenti materiali di questi siti mostrano raggruppamenti di statuette d'argilla e attestazione di sacrifici di animali.

### Civiltà micenea

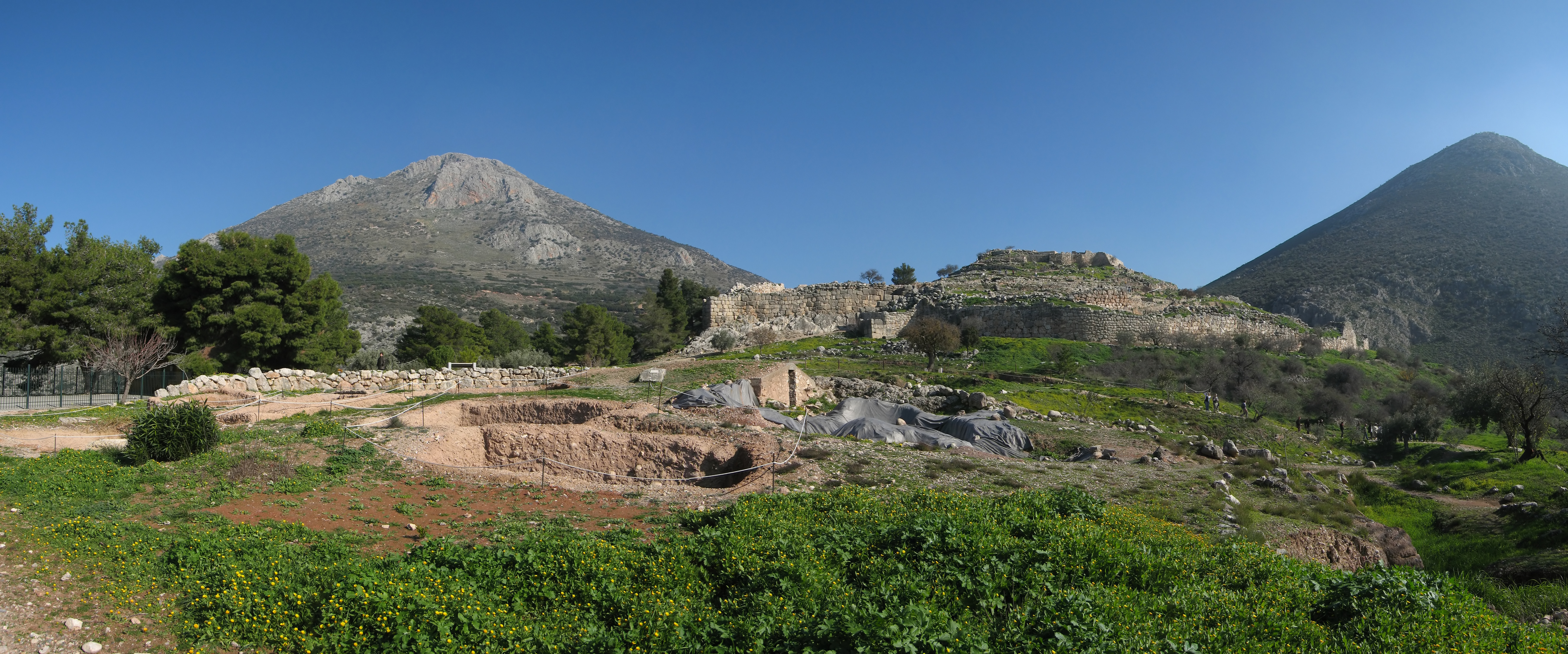
I resti della città di Micene

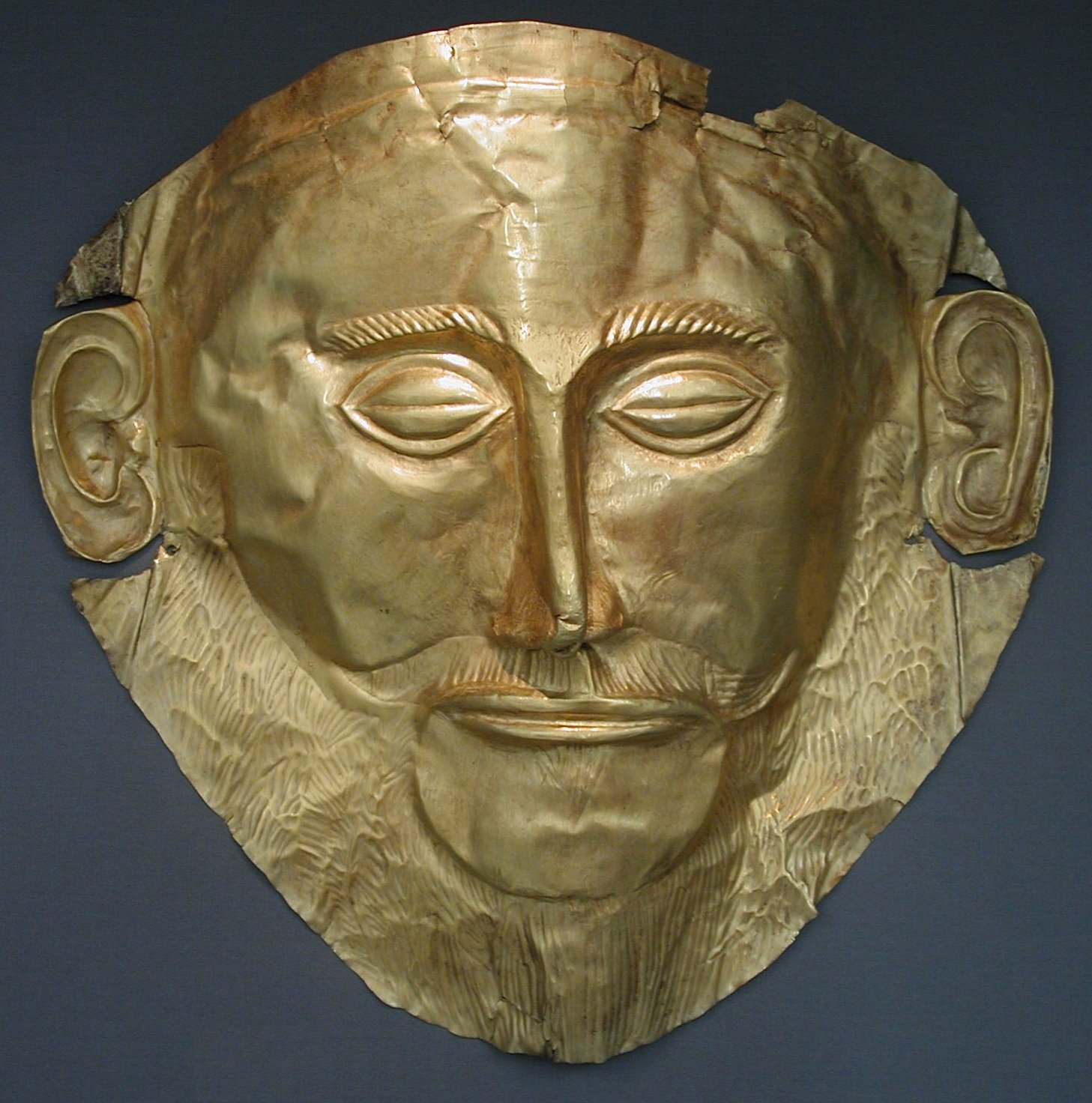
La cosiddetta "Maschera di Agamennone", scoperta da Heinrich Schliemann nel 1876 a Micene

La civiltà micenea, altrimenti nota come Grecia dell'età del bronzo, è la civiltà del Tardo Elladico riferita all'antica Grecia. La sua durata è compresa nell'arco di tempo che va dal 1600 a.C. fino al collasso della loro civiltà intorno al 1100 a.C. La sua ambientazione storica viene riflessa nei poemi di Omero e molta altra mitologia greca. Il periodo miceneo prende il suo nome dal sito archeologico di Micene nel nord-est dell'Argolide (Peloponneso, Grecia meridionale). Atene, Pilo, Tebe e Tirinto sono altrettanti siti importanti micenei.
Si ipotizza che i proto-greci siano arrivati nella penisola greca tra il terzo e il secondo millennio a.C. La migrazione degli Ioni e degli Eoli diede origine alla civiltà micenea attorno al 1600 a.C. La transizione dalla cultura pre-greca a quella greca sembra essere stata abbastanza graduale. Alcuni archeologi sostengono che ci sia stata una significativa continuità economica, architettonica e sociale tra i due periodi, e quindi che la transizione si sia avuta senza particolari sconvolgimenti nella società.
La civiltà micenea fu dominata da un'aristocrazia guerriera. Intorno al 1400 a.C. i Micenei estesero il proprio controllo a Creta, centro della civiltà minoica, e adottarono una forma di scrittura derivante da quella minoica per scrivere la loro arcaica forma di lingua greca. La scrittura dell'epoca micenea viene chiamata Lineare B.
I Micenei seppellivano i loro nobili nelle cosiddette tombe ad alveare (tholoi), grandi camere di sepoltura circolari con una copertura a falsa volta e un passaggio d'entrata diritto rinforzato con pietre. Spesso, insieme alla sepoltura del morto, posavano pugnali o qualche altro tipo di equipaggiamento militare. La nobiltà era frequentemente seppellita con maschere d'oro, tiare, armature e armi ingemmate. I Micenei venivano sepolti in posizione seduta e qualche deceduto della classe nobile era sottoposto alla mummificazione.
Intorno al 1100 a.C. la civiltà micenea collassò. Numerose città furono saccheggiate e la regione entrò in ciò che gli storici vedono come un'età buia. Durante questo periodo, la Grecia ebbe un declino di popolazione e di alfabetizzazione. Gli antichi Greci stessi hanno tradizionalmente dato colpa di questo declino a un'invasione di un'altra ondata di popolazioni di stirpe greca, i Dori, sebbene vi sia scarsa evidenza archeologica sotto questo punto di vista.

## La prima età del ferro

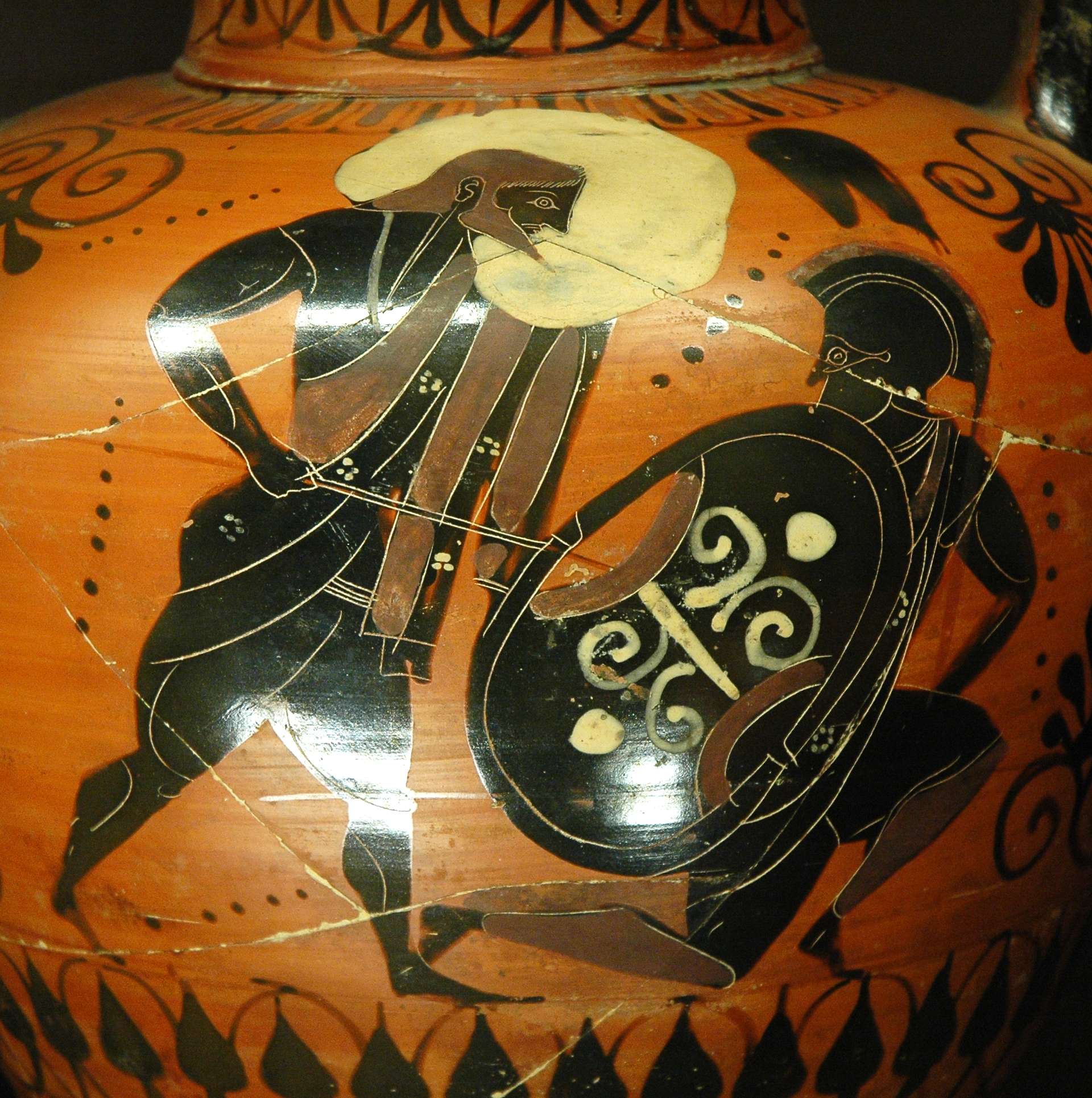
Poseidone lotta contro il gigante Polibote

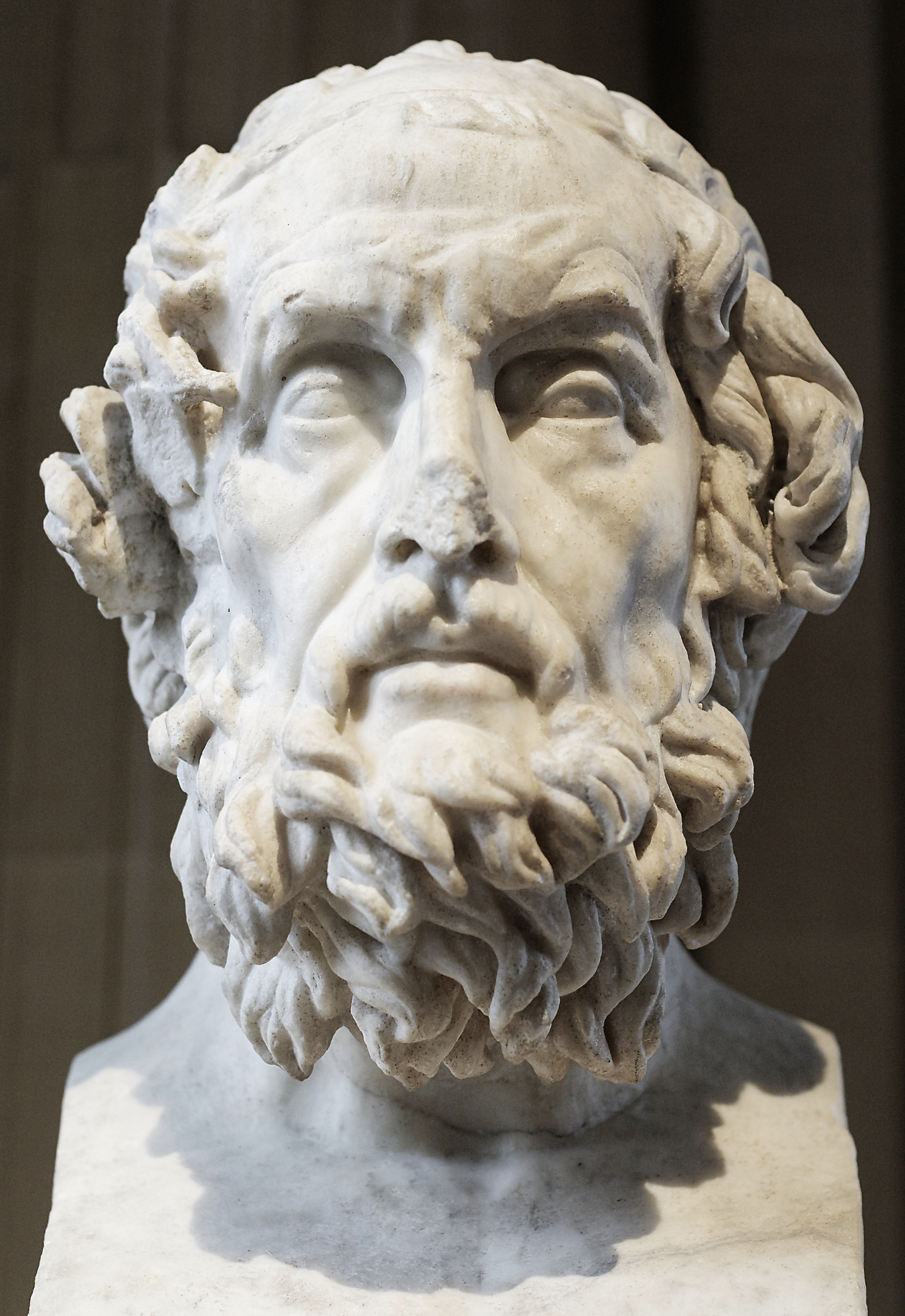
Ritratto immaginario di Omero, copia romana del II secolo d.C. di un'opera greca del II secolo a.C.

La fine della civiltà micenea (XI secolo a.C.), che si verificò in contemporanea con la caduta o la profonda crisi dei grandi imperi del Vicino Oriente, coincide con la fine dell'età del bronzo e l'inizio della prima età del ferro, che si conclude al sorgere delle prime città-Stato greche (IX secolo a.C.).
I re governarono per tutto questo periodo fino a che essi non furono sostituiti da una classe aristocratica, e dunque ancora più tardi, in alcune aree, da un'aristocrazia dentro l'aristocrazia — un élite dell'élite. La gestione dello stato di guerra si spostava da un nucleo basato sulla cavalleria a una forza di fanteria, che assumeva così una grande importanza. Per la sua convenienza ad essere prodotto e la disponibilità locale, il ferro rimpiazzò il bronzo, diventando il metallo prescelto nella manifattura di armi e utensili. Lentamente crebbe l'uguaglianza tra le differenti classi sociali, portando alla deposizione dei vari re e accrescendo l'importanza delle famiglie. La scrittura fu ripresa dai Fenici, con l'alfabeto riadattato alla lingua ellenica, e si espanse a nord in Italia e nelle Gallie.
Questa fase è stata recepita da una tradizione storiografica che ha le sue radici nel XIX secolo come un periodo di stagnazione chiamato medioevo ellenico, facendo un parallelo con i secoli considerati "bui" del Medioevo dell'era volgare. L'inizio di quest'epoca sarebbe stato causato dalla presunta invasione dorica e dei cosiddetti Popoli del Mare, i quali maneggiavano armi di ferro, che avrebbero disperso facilmente così i già indeboliti Micenei. Questa fase sarebbe terminata quando la civiltà greca sarebbe stata incanalata in un rinascimento che fece espandere il mondo greco dal Mar Nero fino alla Spagna.

## L'antica Grecia

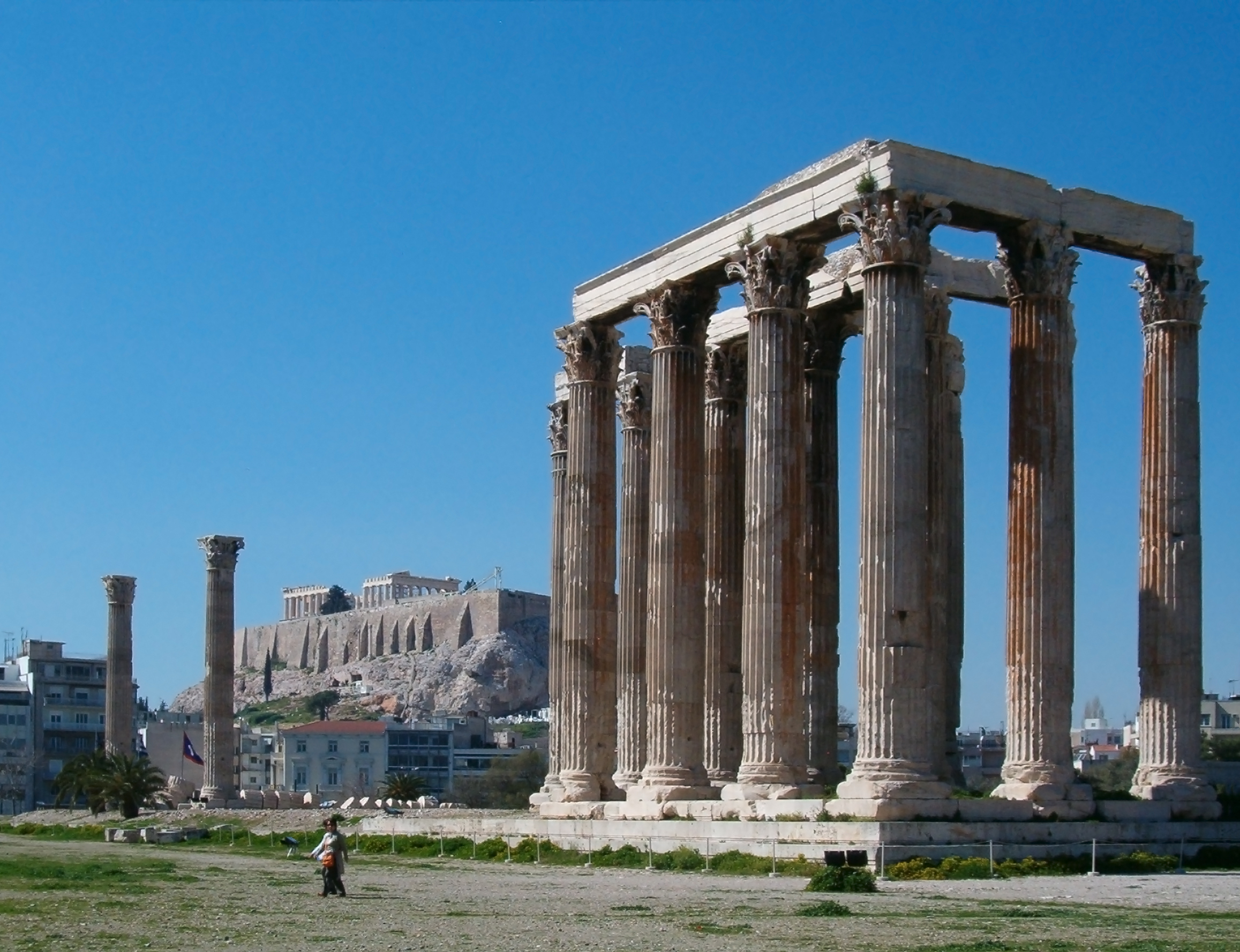
Il tempio di Zeus Olimpio ad Atene

Esattamente come per ogni periodizzazione, non esistono date certe e universalmente accettate per l'inizio e la fine del periodo greco antico. Tradizionalmente, la storia antica della Grecia viene fatta cominciare nel IX secolo a.C., in concomitanza con l'emergere delle prime testimonianze scritte alfabetiche della lingua greca e con l'emergere delle strutture della polis e delle aggregazioni politiche etnico-cantonali. Un'altra data periodizzante potrebbe essere la data d'inizio della I Olimpiade (776 a.C.), considerando, inoltre, che all'VIII secolo a.C. risalgono le prime attestazioni dei poemi omerici. La data tradizionale per la fine del periodo greco antico varia, a seconda degli autori, tra il 323 a.C., la data della morte di Alessandro Magno e d'inizio del periodo ellenistico, il 146 a.C., data di distruzione di Corinto da parte dei Romani che segnò l'integrazione della Grecia nell'Impero romano, e l'affermazione del cristianesimo come religione dominante nel IV secolo.
La cultura della Grecia antica è considerata dalla maggior parte degli storici come quella fondante della civiltà occidentale. La cultura greca ebbe una potente influenza sull'Impero romano, il quale ne portò una sua versione in molte aree dell'Europa. La civiltà greca antica ha influenzato molto il mondo moderno in tutti gli ambiti di lingua, politica, educazione, filosofia, arte e architettura, in particolare nei periodi del Rinascimento e del Neoclassicismo.

### Il periodo arcaico
Dal IX secolo a.C. cominciarono a comparire testimonianze in scritture alfabetiche, poiché i Greci adottarono l'alfabeto fenicio, modificandolo fino a creare l'alfabeto greco. La Grecia era divisa in molte piccole comunità indipendenti, in uno schema probabilmente legato alla geografia greca, nella quale ogni isola, valle e pianura è divisa da quelle vicine dal mare o dalle montagne. Il periodo arcaico può essere inteso come il periodo orientalizzante, in cui la Grecia era ai margini, ma non sotto l'influenza dell'Impero Neo-Assiro. La Grecia adottò molti elementi culturali dall'Oriente, nell'arte come nella religione e nella mitologia. Da un punto di vista archeologico, la Grecia arcaica è caratterizzata dall'arte geometrica.

### Il periodo classico
L'unità di base della politica nella Grecia antica era la Polis, ovvero la città-Stato. "Politica" significa letteralmente "gli affari della polis". Ogni città era indipendente, almeno in teoria. Alcune città potevano essere subordinate ad altre (una colonia generalmente era subordinata alla città madre), alcune potevano avere governi dipendenti da quelli di altre (i Trenta tiranni furono imposti ad Atene da Sparta in seguito alla guerra del Peloponneso), ma il titolare del potere supremo di ogni città era situato all'interno della città stessa. Questo significava che, quando la Grecia entrava in guerra (ad esempio, contro l'Impero persiano), ad entrare in guerra era un'alleanza. Ciò diede anche ampio spazio a guerre interne alla Grecia tra le varie città.
Due principali guerre interessarono il mondo greco classico. Le guerre persiane (500-479 a.C.) sono raccontate nelle Storie di Erodoto. Le città greche della Ionia si rivoltarono contro l'Impero persiano e furono supportate da alcune città della penisola greca, guidate da Atene. Le battaglie degne di nota di questa guerra includono Maratona, Termopili, Salamina e Platea.

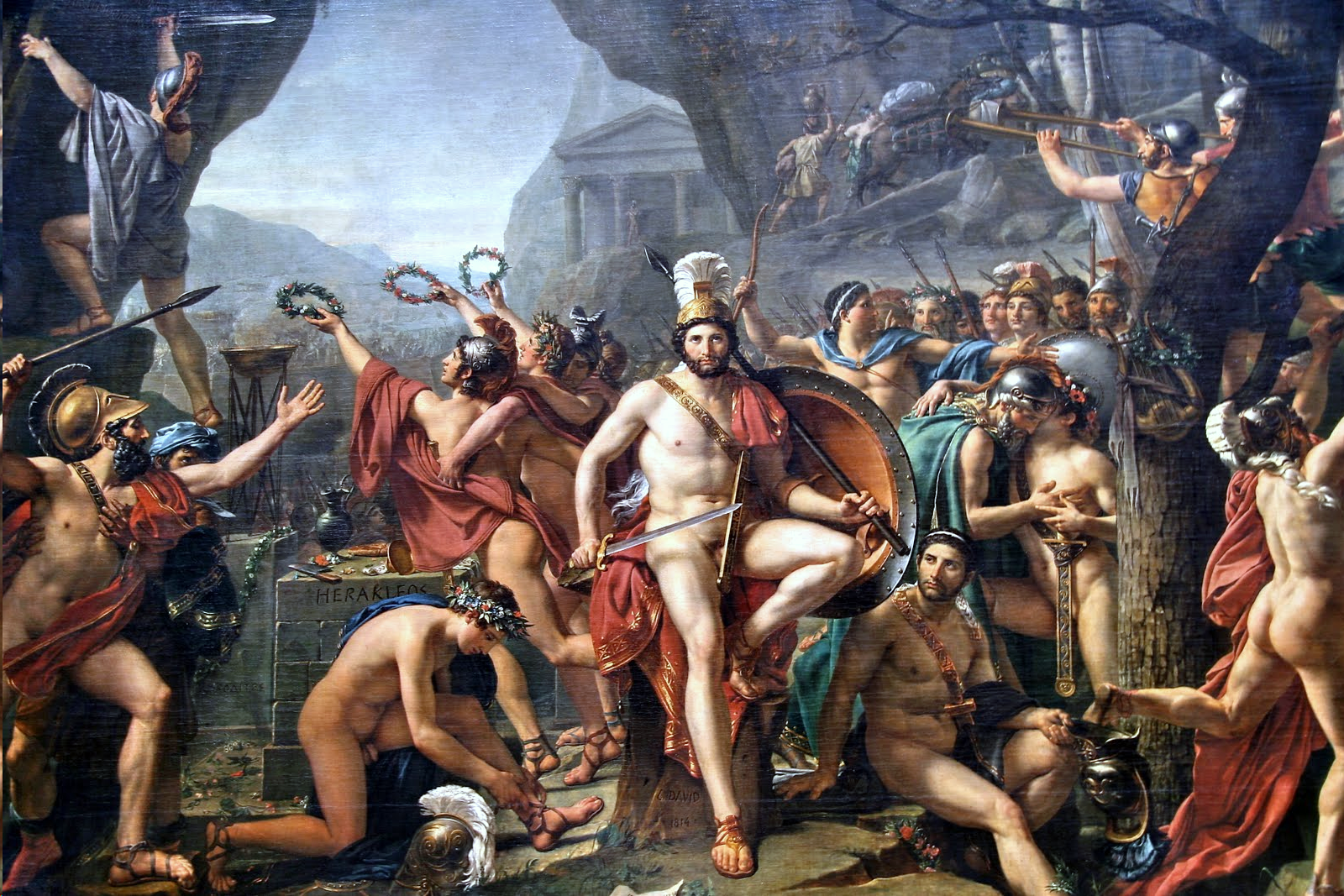
Leonida alle Termopili di Jacques-Louis David

Per proseguire la guerra e quindi difendere la Grecia da ulteriori attacchi persiani, Atene fondò la lega di Delo nel 477 a.C. Inizialmente, ogni città della lega doveva contribuire, offrendo navi e soldati alla comune armata, ma successivamente Atene permise (e poi obbligò) le città minori a contribuire con fondi, in modo da poter offrire la loro quota di navi. La secessione dalla lega poteva essere punita. A seguito di alcune sconfitte militari contro l'Impero Persiano, il tesoro della lega fu spostato da Delo ad Atene, rafforzando ulteriormente il controllo di questa sulla lega. La lega di Delo fu successivamente denominata in senso peggiorativo "impero ateniese".
Nel 458 a.C., mentre le guerre persiane erano ancora in corso, scoppiò una guerra tra la lega di Delo e la lega peloponnesiaca, che comprendeva Sparta e i suoi alleati. Dopo alcuni scontri inconcludenti, le due parti firmarono una pace nel 447 a.C. Secondo quanto stipulato, la pace sarebbe dovuta durare trent'anni; invece, durò solo fino al 431 a.C., quando iniziò la guerra del Peloponneso. Le principali fonti che narrano questa guerra sono la Guerra del Peloponneso di Tucidide e le Elleniche di Senofonte.
La guerrà iniziò per una disputa tra Corfù ed Epidamnos. Corinto intervenne dalla parte di Epidamnos. Nel timore che Corinto catturasse la flotta di Corfù (seconda solo a quella ateniese per dimensioni), Atene intervenne: impedì ai Corinzi di sbarcare sull'isola di Corfù con la battaglia di Sibota, assediò Potidea e vietò ogni commercio con l'alleato di Corinto più vicino, Megara (il decreto di Megara).
C'erano disaccordi tra i Greci riguardo a chi fosse stato ad aver violato il trattato tra la lega di Delo e quella peloponnesiaca, in quanto tecnicamente Atene stava difendendo un nuovo alleato. I Corinzi chiesero aiuto a Sparta. Temendo il crescente potere di Atene e constatando la volontà di questa di usarlo contro Megara (l'embargo avrebbe rovinato tale città), Sparta dichiarò la violazione del trattato e la guerra del Peloponneso ebbe a tutti gli effetti inizio.
La prima fase della guerra (nota come "fase archidamica", dal nome del re spartano Archidamo II) durò fino al 421 a.C., quando fu firmata la Pace di Nicia. In questa fase, il generale ateniese Pericle raccomandò alla sua città di combattere una guerra difensiva, evitando di dare battaglia alle superiori forze terrestri guidate da Sparta, e di importare tutto il necessario per mantenere la potente flotta. Atene sarebbe semplicemente sopravvissuta a Sparta, i cui cittadini temevano di essere fuori dalla loro città per molto tempo, rischiando una rivolta degli Iloti.
Questa strategia richiedeva che Atene resistesse a ripetuti assedi, e nel 430 a.C. la città fu afflitta da una terribile pestilenza che uccise circa un quarto dei suoi abitanti, incluso Pericle. Con la morte di Pericle, in città guadagnarono il potere individui meno prudenti e Atene passò all'offensiva. Alla battaglia di Pilo furono catturati 300-400 opliti spartani, una parte significativa dell'esercito nemico, il quale non poteva permettersi di perderla. Intanto, Atene aveva subito umilianti sconfitte a Delio e Anfipoli. La Pace di Nicia consentì a Sparta di recuperare gli ostaggi e ad Atene di recuperare la città di Anfipoli.

Mappa della Lega di Delo ("Impero Ateniese") nel 431 a.C., prima della guerra del Peloponneso

I firmatari della pace di Nicia del 421 a.C. giurarono di mantenerla per cinquant'anni, tuttavia, la seconda fase della guerra del Peloponneso cominciò nel 415 a.C., quando Atene intraprese una spedizione in Sicilia per dare supporto alla città alleata di Segesta, attaccata da Siracusa, e quindi conquistare la Sicilia. Inizialmente, Sparta era riluttante, ma Alcibiade, il generale ateniese che aveva sostenuto la spedizione in Sicilia, disertò per passare alla causa spartana dopo essere stato accusato di aver commesso un sacrilegio, e convinse questi che non potevano permettere ad Atene di soggiogare Siracusa. La campagna terminò in un disastro per gli ateniesi.
I possedimenti di Atene nella Ionia si ribellarono con il sostegno di Sparta, come consigliato da Alcibiade. Nel 411 a.C. una rivolta dell'oligarchia di Atene diede la possibilità di siglare una pace, ma la flotta ateniese, che rimaneva fedele alla democrazia, rifiutò la pace e continuò a combattere nel nome di Atene. La flotta richiamò Alcibiade (che era stato costretto ad abbandonare la causa spartana dopo aver ripetutamente sedotto la moglie del re spartano Agide II) e fece di lui il proprio capo. L'oligarchia di Atene collassò e Alcibiade riconquistò ciò che era stato perso.
Nel 407 a.C. Alcibiade fu sostituito a seguito di una sconfitta navale minore alla battaglia di Nozio. Il generale spartano Lisandro, che aveva rafforzato la flotta della sua città, ottenne una vittoria dietro l'altra. A seguito della battaglia delle Arginuse, che Atene vinse, perdendo tuttavia alcuni dei suoi marinai per il maltempo, Atene giustiziò o esiliò otto dei suoi comandanti navali in capo. Lisandro proseguì, ottenendo una vittoria schiacciante alla battaglia di Egospotami del 405 a.C., nella quale distrusse quasi completamente la flotta ateniese. Atene si arrese un anno dopo, ponendo fine alla guerra del Peloponneso.
La guerra aveva lasciato una scia di devastazione. Il malcontento per l'egemonia spartana che seguì (fomentato dal fatto che Sparta cedette la Ionia e Cipro all'Impero persiano a seguito della guerra di Corinto (395-387 a.C.) con la pace di Antalcida) indusse i Tebani ad attaccare. Il loro generale Epaminonda schiacciò gli spartani alla battaglia di Leuttra del 371 a.C., inaugurando il periodo dell'egemonia tebana sulla Grecia (conclusasi nel 362 a.C. dopo la battaglia di Mantinea). Nel 346 a.C., non essendo in grado di prevalere dopo una guerra decennale con la Focide, Tebe invocò l'aiuto di Filippo II di Macedonia. I Macedoni costrinsero presto le città-Stato a unirsi nella lega di Corinto, la quale contribuì alla conquista dell'Impero Persiano e all'inizio del periodo ellenistico.

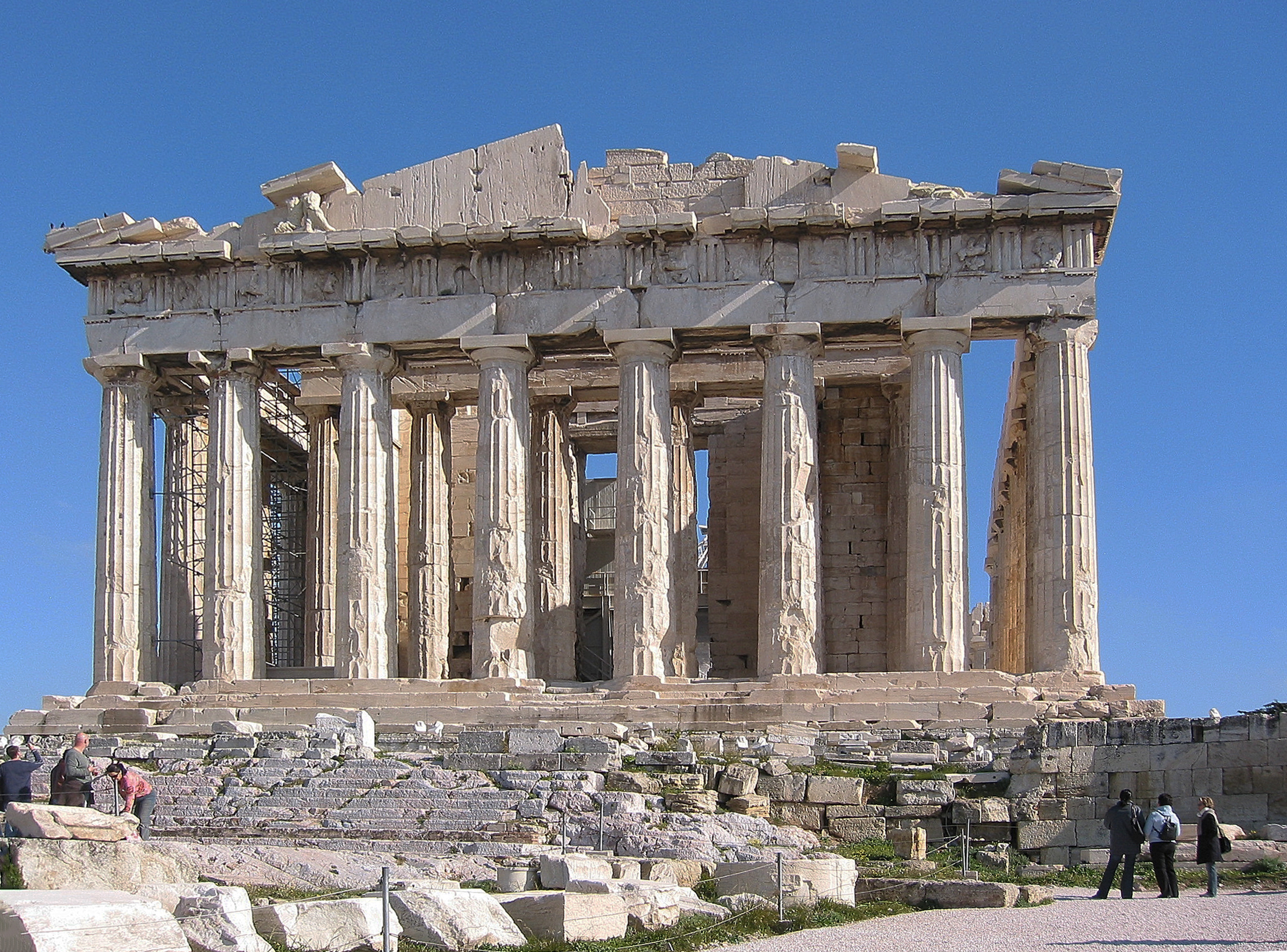
Il Partenone ad Atene

### Lo Stato federale dei Greci
La storia della Grecia è caratterizzata sin dal periodo arcaico dalla presenza, accanto alla polis, di uno "Stato federale", privo di implicazioni politiche, ma da riferire piuttosto alle aggregazioni di tribù di una medesima etnia. Questo tipo di organizzazione era caratteristico delle aree più interne e periferiche della regione, principalmente centro-settentrionali, molto isolate dal resto della Grecia.
Nel IV secolo a.C., a seguito della decadenza delle città-Stato, il potere di questi Stati federali crescerà considerevolmente.

### Colonie greche in Italia

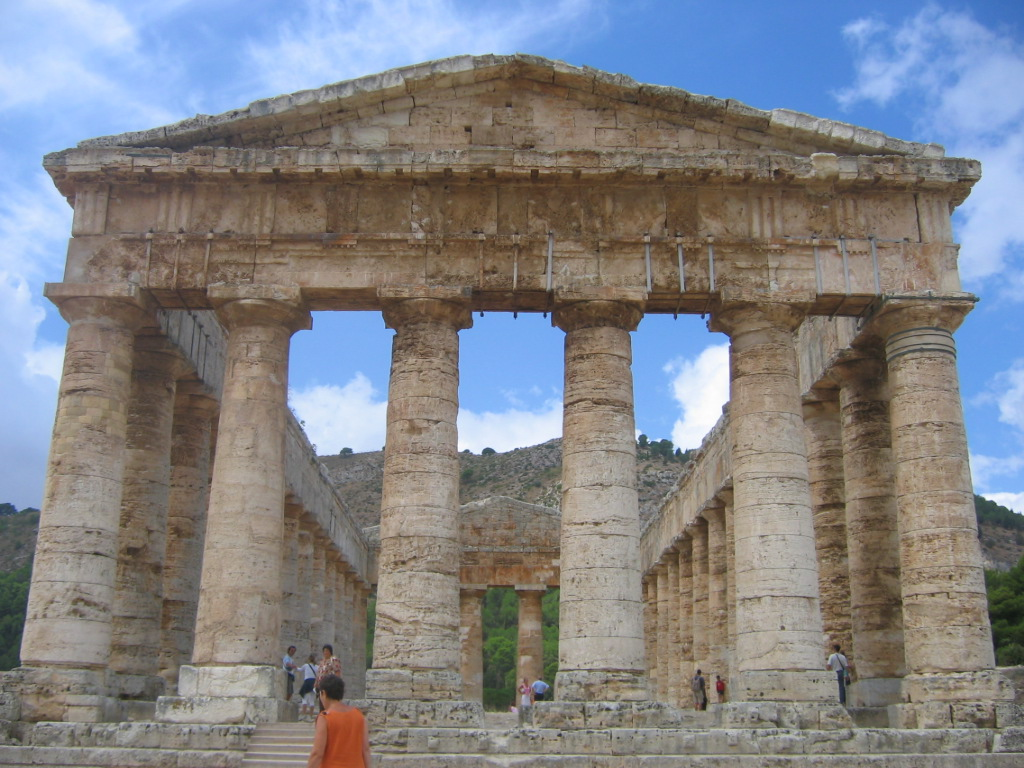
Un tempio greco di Segesta

Tra l'VIII e il VII secolo a.C., coloni provenienti dalla Grecia cominciarono a stabilirsi sulle coste del sud Italia (Basilicata, Calabria, Campania, Puglia fondando diverse città (come Rhegion, Kyme, Metapontion e Taras).
Anche la Sicilia vide diverse colonie greche (come Naxos, Zankle e Syraka), che però secondo i greci antichi non facevano parte della cosiddetta Magna Grecia, a differenza di quello che invece pensavano gli storici romani.
Verso il III secolo a.C., si cominciò a definire le colonie greche dell'Italia meridionale come facenti parte della Magna Grecia (Megàle Hellàs). Il riferimento si presume sia stato coniato nelle colonie stesse, per mostrare la loro grandezza in relazione alla vecchia Grecia.
Nel corso del III secolo a.C. tutte le colonie greche in Italia, furono assorbite da Roma.

## L'età ellenistica

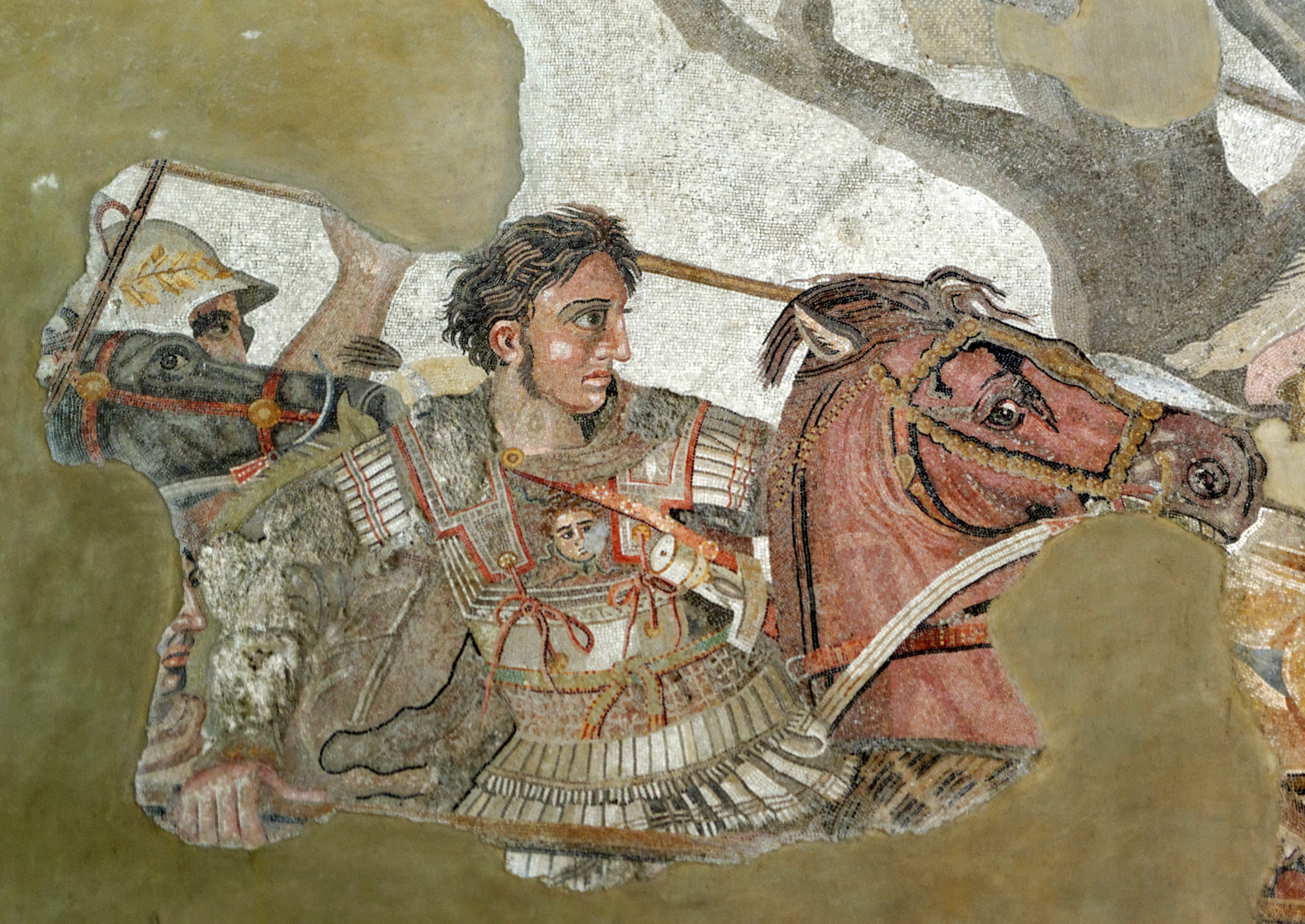
Alessandro Magno alla battaglia di Isso (Museo Archeologico Nazionale di Napoli)

L'evento cruciale dell'avvento della nuova epoca è la crisi della polis, che non fu affatto improvvisa. L'esasperazione dei cittadini nei confronti delle interminabili guerre tra le città portò alla convinzione che la pace e l'unità potessero essere raggiunte solo attraverso l'intervento di un principe straniero. Così, Filippo II di Macedonia, la cui casa reale si era ellenizzata dai tempi delle guerre persiane, riuscì ad entrare nelle discordie tra i greci e ad imporre, nel 346 a.C., l'egemonia macedone.
In seguito alle conquiste del figlio Alessandro Magno, con l'unione della cultura greca con quelle dell'Asia Minore, l'Eurasia, l'Asia Centrale, la Siria, la Mesopotamia, la Persia, l'Egitto, l'India, nacque una civiltà - detta appunto ellenistica - che fu modello insuperato a livello di filosofia, religione (vedi, per esempio, le principali religioni monoteiste), scienza e arte. La nuova civiltà si diffuse dall'oceano Atlantico all'Indo. La cultura di età ellenistica dette anche un notevole impulso al diritto, all'economia e alla politica, che però troveranno la loro piena realizzazione nel mondo romano.
L'età ellenistica vera e propria si fa convenzionalmente iniziare con il 323 a.C., anno della morte di Alessandro, e terminare con la conquista romana dell'Egitto (battaglia di Azio del 31 a.C.). Nonostante il fatto che l'avvento della dominazione romana non ruppe la continuità della società e della cultura ellenistica, che rimasero fondamentalmente invariate fino all'arrivo del cristianesimo, esso segnò la fine dell'indipendenza politica della Grecia.
Durante il periodo ellenistico, l'importanza della penisola greca all'interno del mondo accomunato dalla lingua greca registrò un forte calo. I principali centri della cultura ellenistica furono Alessandria e Antiochia, capitali del Regno tolemaico d'Egitto e dell'Impero seleucide.
Atene e i suoi alleati si rivoltarono contro la Macedonia dopo aver saputo della morte di Alessandro, ma furono sconfitti nel giro di un anno nella guerra lamiaca. Intanto, scoppiò una lotta per il potere tra i generali di Alessandro, che risultò nel disfacimento del suo impero e nell'istituzione di diversi nuovi regni (vedi: guerre dei diadochi). Tolomeo ottenne il possesso dell'Egitto, Seleuco quello del Levante, della Mesopotamia e dei territori orientali. Il controllo della Grecia, della Tracia e dell'Anatolia fu disputato finché, nel 298 a.C., la dinastia antigonide soppiantò gli Antipatridi.

I principali Stati ellenistici e i regni dei diadochi

Il controllo macedone sulle città-Stato greche fu intermittente, con numerose rivolte. Atene, Rodi, Pergamo e altri territori greci mantennero una sostanziale indipendenza, e si unirono nella lega etolica per difenderla e ripristinare la democrazia, dato che vedevano la Macedonia come una tirannia, poiché essa non aveva adottato una forma di governo democratica. Ad essa si affiancava la lega achea, che era solo nominalmente assoggettata ai tolemaici, ma di fatto indipendente, la quale controllava gran parte della Grecia meridionale. Anche Sparta era indipendente, ma tendenzialmente si rifiutò di unirsi alle leghe.
Nel 267 a.C. Tolomeo II persuase le città greche a rivoltarsi contro i Macedoni, in quella che divenne la guerra cremonidea, dal nome del condottiero ateniese Cremonide. Le città furono sconfitte e Atene perse la sua indipendenza e le sue istituzioni democratiche. Questo segnò il tramonto di Atene sulla scena politica, sebbene essa rimanesse la città più grande e più benestante della Grecia. Nel 225 a.C. i Macedoni sconfissero la flotta egiziana a Coo e portarono così tutte le isole egee, eccetto Rodi, sotto il proprio dominio.
Sparta rimase ostile alla lega achea e nel 227 a.C. invase l'Acaia, prendendo il controllo della lega. Gli Achei rimanenti preferirono la distante Macedonia alla vicina Sparta e si allearono ad essa. Nel 222 a.C. l'esercito macedone sconfisse gli Spartani e annesse la loro città. Fu la prima volta che Sparta veniva occupata da un altro Stato.
Filippo V di Macedonia fu l'ultimo sovrano greco a possedere il talento e la capacità di unire la Grecia e preservare la sua indipendenza contro il crescente potere di Roma. Sotto i suoi auspici, la Pace di Naupatto (217 a.C.) pose fine ai conflitti tra i Macedoni e le leghe greche: a questo punto, egli poté controllare tutta la Grecia eccetto Atene, Rodi e Pergamo.
Tuttavia, nel 215 a.C. Filippo si alleò con Cartagine, nemica di Roma, e Roma prontamente riuscì a spezzare l'alleanza fra le città achee e Filippo nonché ad allearsi con Rodi e Pergamo, quest'ultima adesso la principale potenza dell'Asia Minore. La prima guerra macedonica scoppiò nel 212 a.C. e finì in modo inconcludente nel 205 a.C., ma la Macedonia era adesso considerata un nemico di Roma.
Nel 202 a.C. Roma sconfisse Cartagine e poté così volgere la sua attenzione verso est. Nel frattempo, Filippo si era alleato con l'Impero Seleucide di Antioco III contro i Tolomei e aveva attaccato Atene, Pergamo e Rodi, i quali invocarono la protezione di Roma. Scoppiò così, nel 198 a.C., la seconda guerra macedonica. Nel 197 a.C. Filippo ricevette la sconfitta decisiva nella battaglia di Cinocefale da parte del proconsole romano Tito Quinzio Flaminino.
Fortunatamente per i Greci, Flaminino era un uomo moderato e ammirava la cultura greca. Filippo dovette consegnare la sua flotta e diventare alleato dei Romani, ma fu risparmiato. Ai giochi istmici del 196 a.C. Flaminino dichiarò la libertà di tutte le città greche, anche se furono collocate guarnigioni romane a Corinto e a Calcide. Tuttavia, la libertà promessa dai Romani era un'illusione. Tutte le città, eccetto Rodi, furono unite in una nuova lega controllata in ultima istanza da Roma e furono favorite e attivamente promosse le costituzioni aristocratiche.

## La dominazione romana

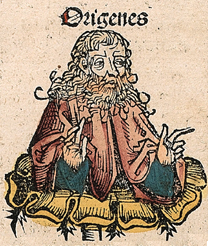
Origene Adamantio

Da un punto di vista militare, la Grecia si era indebolita a tal punto che i Romani poterono farla divenire protettorato e quindi annetterla. Sebbene il periodo della dominazione romana in Grecia sia convenzionalmente datato a partire dal saccheggio di Corinto da parte di Lucio Mummio Acaico del 146 a.C., la Macedonia era già stata sottoposta alla dominazione romana con la sconfitta del suo re Perseo ad opera di Lucio Emilio Paolo a Pidna nel 168 a.C.
I Romani divisero la regione in quattro piccole repubbliche e nel 146 a.C. la Macedonia divenne ufficialmente una provincia, con capitale Tessalonica. Le restanti città-Stato greche gradualmente cominciarono a pagare tributi a Roma e persero la loro autonomia de jure. I Romani lasciarono l'amministrazione locale ai Greci, senza cercare di abolire i loro modelli politici. L'agorà di Atene continuò a essere il centro della vita civile e politica.
Tuttavia, sarebbe poi stata la cultura greca a conquistare la vita dei Romani. La Grecia fu infatti una delle province chiave dell'Impero romano; la cultura romana si ellenizzò e la lingua greca continuò a servire da lingua franca in Oriente. Roma, dal canto suo, portò in Grecia il proprio diritto, le proprie istituzioni politiche e la propria tecnologia civile (ponti, strade, anfiteatri, ecc.) e militare. Molti intellettuali greci (Polibio, Dionigi di Alicarnasso, Elio Aristide, Plutarco) si recarono a Roma e ne celebrarono le glorie. Dal canto loro, numerosi patrizi romani (primo fra tutti Cicerone) amavano soggiornare in Grecia, attratti dal suo prestigioso passato e da una vita culturale che si mantenne viva durante tutta l'età imperiale. La pax romana permise alla Grecia di continuare a prosperare economicamente e socialmente fino alla vigilia delle invasioni barbariche. A partire dalla seconda metà del I secolo, la Grecia e l'Oriente ellenizzato (Asia Minore in particolare) iniziarono a cristianizzarsi: anzi, nel giro di due secoli, divennero le regioni più intensamente cristianizzate dell'Impero, infatti san Paolo predicò a Corinto e ad Atene e il primo importante filosofo cristiano, Origene, pur essendo nato in Egitto, era di lingua e cultura greche.
La Constitutio Antoniniana promulgata da Caracalla nel 212 d.C. estese la cittadinanza romana al di fuori dell'Italia a tutti gli uomini adulti liberi dell'Impero romano, elevando di fatto lo status delle popolazioni delle province al pari di quello dei cittadini romani. L'importanza di questo decreto è storica, non politica. Esso pose le basi per l'integrazione dei territori dell'Impero come un tempo era stato fatto dal Lazio all'Italia. Nella pratica, però, l'integrazione non ebbe luogo in modo uniforme. Le società già integrate con Roma, come quella greca, furono favorite maggiormente da questo decreto rispetto a quelle più lontane, troppo povere o diverse, come la Britannia, la Palestina o l'Egitto.
Il decreto di Caracalla non mise in moto i processi che portarono al trasferimento del potere dall'Italia e dall'Occidente verso la Grecia e l'Oriente, ma piuttosto li accelerò, ponendo le basi per l'ascesa millenaria della Grecia nella forma dell'Impero Romano d'Oriente, che sarebbe diventato una delle principali potenze dell'Europa e del Mediterraneo nel Medioevo.
Nel V secolo d.C., nel quadro del generale collasso dell'Impero, sottoposto alle invasioni barbariche, anche la Grecia fu invasa e saccheggiata. Sebbene rimasta all'interno dell'Impero romano d'Oriente, la Grecia assunse una posizione sempre più marginale a vantaggio della capitale Costantinopoli e si impoverì, tanto che in molte sue città iniziò un graduale e inarrestabile processo di decadenza.

## L'età medioevale

Bandiera imperiale che durante la dinastia dei Paleologi era accompagnata dalle quattro B, dette pyrekvola, che rappresentano le iniziali del motto della famiglia

La penisola ellenica nel medioevo fu l'epicentro dell'Impero Romano d'Oriente: qui si trovavano infatti le città più importanti (Atene, Tessalonica, Monemvasia e Mistrà) oltre alla stessa capitale, Costantinopoli. I Greci si consideravano ancora gli eredi dei Romani, infatti si definivano Romani (greco Ρωμαιοι, pronunciato in greco bizantino e moderno "Romei", da cui la parola italiana omofona, termine più storicamente accurato di "Bizantini").
La storia dell'Impero Romano d'Oriente, o Impero bizantino, è descritta dal bizantinista August Heisenberg come la storia dell'"Impero romano cristianizzato della nazione greca". La divisione dell'Impero romano in occidentale e orientale e il successivo collasso dell'Impero romano d'Occidente furono sviluppi che accentuarono costantemente la posizione dei greci nell'impero e infine permisero loro di identificarsi in esso. Il ruolo di primo piano di Costantinopoli cominciò quando Costantino il Grande rese Bisanzio capitale dell'Impero Romano, da allora in poi conosciuta come Costantinopoli. La capitale, collocata al centro dell'Ellenismo, divenne un punto di riferimento per i greci sino all'età moderna.
Le figure dominanti del periodo 324-610 d.C. furono Costantino il Grande e Giustiniano I. Assimilando le tradizioni romane, gli imperatori cercarono di fornire le basi per gli sviluppi futuri e la formazione dell'Impero bizantino. I primi secoli furono caratterizzati dagli sforzi per rendere sicure le frontiere dell'impero e riconquistare i territori romani, oltre all'istituzione della dottrina ortodossa e una serie di conflitti risultanti da eresie che si svilupparono all'interno dei confini dell'impero.

### Themata
La penisola greca in questo periodo fu divisa in 7 temi: Tracia che comprendeva Costantinopoli, Macedonia, il tema delle Isole Ioniche, Samos, il tema di Chio, il thema del Mar Egeo e Peloponnesos, diventato in seguito il Despotato di Morea.
Nel primo periodo dell'età bizantina media (610-867) l'impero fu attaccato sia dai vecchi nemici (Persiani, Longobardi, Avari e Slavi) sia da nuovi che facevano la loro prima comparsa nella storia (Arabi e Bulgari). La principale caratteristica di questo periodo è che gli attacchi nemici non furono localizzati nelle aree di confine dello Stato, ma si estesero molto all'interno, arrivando a minacciare la capitale stessa. Questi attacchi col tempo persero il loro carattere periodico e temporaneo, e le popolazioni nemiche crearono insediamenti stabili che si trasformarono in nuovi stati, ostili a Bisanzio. I Bizantini chiamavano questi stati "Sclaveni".
Si osservarono cambiamenti anche nella struttura interna dell'impero, dettati da condizioni esterne e interne. La prevalenza dei piccoli agricoltori liberi, l'espansione delle proprietà militari e lo sviluppo del sistema dei temi, portarono a compimento gli sviluppi che erano iniziati nel precedente periodo. Si ebbero cambiamenti anche nel sistema amministrativo: l'amministrazione e la società erano diventate completamente greche, mentre il ripristino della dottrina ortodossa dopo il periodo dell'iconoclastia permise la ripresa di azioni missionarie di successo presso i popoli confinanti e il loro collocamento nella sfera dell'influenza culturale bizantina. In questo periodo le dimensioni geografiche dello Stato si ridussero e si ebbero difficoltà economiche a seguito della perdita delle regioni più produttive (prima fra tutte l'Egitto, granaio dell'impero); tuttavia, si ottenne una grande omogeneità linguistica e culturale.

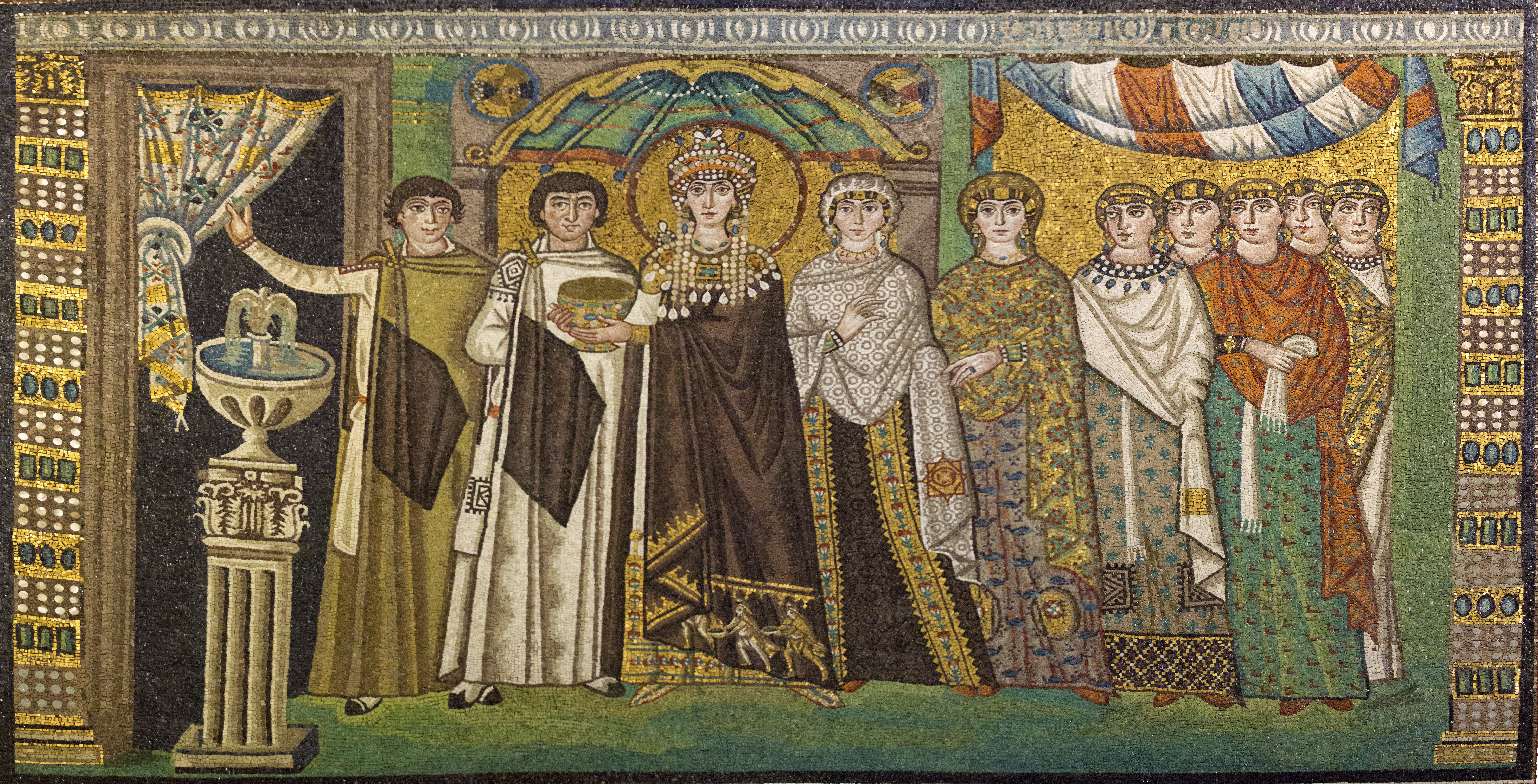
L'imperatrice Teodora e il suo seguito (mosaico della basilica di San Vitale, Ravenna, VI secolo

Dal tardo VIII secolo, l'Impero cominciò a riprendersi dall'impatto devastante delle successive invasioni, e cominciò la riconquista della Grecia. I greci di Sicilia e Asia Minore furono portati nel territorio come coloni. Gli Slavi furono scacciati o assimilati, e gli stati Sclaveni furono eliminati. Entro la metà del IX secolo, la Grecia era di nuovo greca, e le città ripresero a crescere grazie alla maggiore sicurezza e al ripristino di un efficace controllo centrale.

### La prosperità economica
Quando l'Impero bizantino fu tirato fuori da un periodo di crisi dalla risoluta guida dei tre imperatori Comneni Alessio, Giovanni e Manuele nel XII secolo, la Grecia visse un periodo di prosperità. Ricerche recenti hanno rivelato che questo periodo fu caratterizzato da una significativa crescita dell'economia rurale, con la messa in produzione di vaste distese di nuovi terreni agricoli e un aumento della popolazione. La diffusa costruzione di nuove chiese rurali indica con chiarezza che anche le aree più remote godevano di questa rinnovata prosperità.
Il costante aumento della popolazione portò a un aumento della densità di popolazione, e l'incremento demografico portò alla rinascita delle città. Secondo Alan Harvey, nel suo libro "Economic expansion in the Byzantine Empire 900–1200", le città si espansero significativamente nel dodicesimo secolo. Le testimonianze archeologiche mostrano un aumento delle dimensioni degli insediamenti urbani e un notevole aumento delle nuove città. La crescita urbana in Grecia toccò in particolare centri quali Atene, Tessalonica, Tebe e Corinto.
La crescita delle città attrasse i Veneziani, e l'interesse nel commercio di questi aumentò ulteriormente la prosperità economica della Grecia. I Veneziani erano mercanti attivi nei porti della Terra santa, e vivevano del commercio di beni tra i Regni Crociati d'Oltremare e l'Occidente, ma commerciarono abbondantemente anche con Bisanzio e con l'Egitto.

### La rinascita artistica

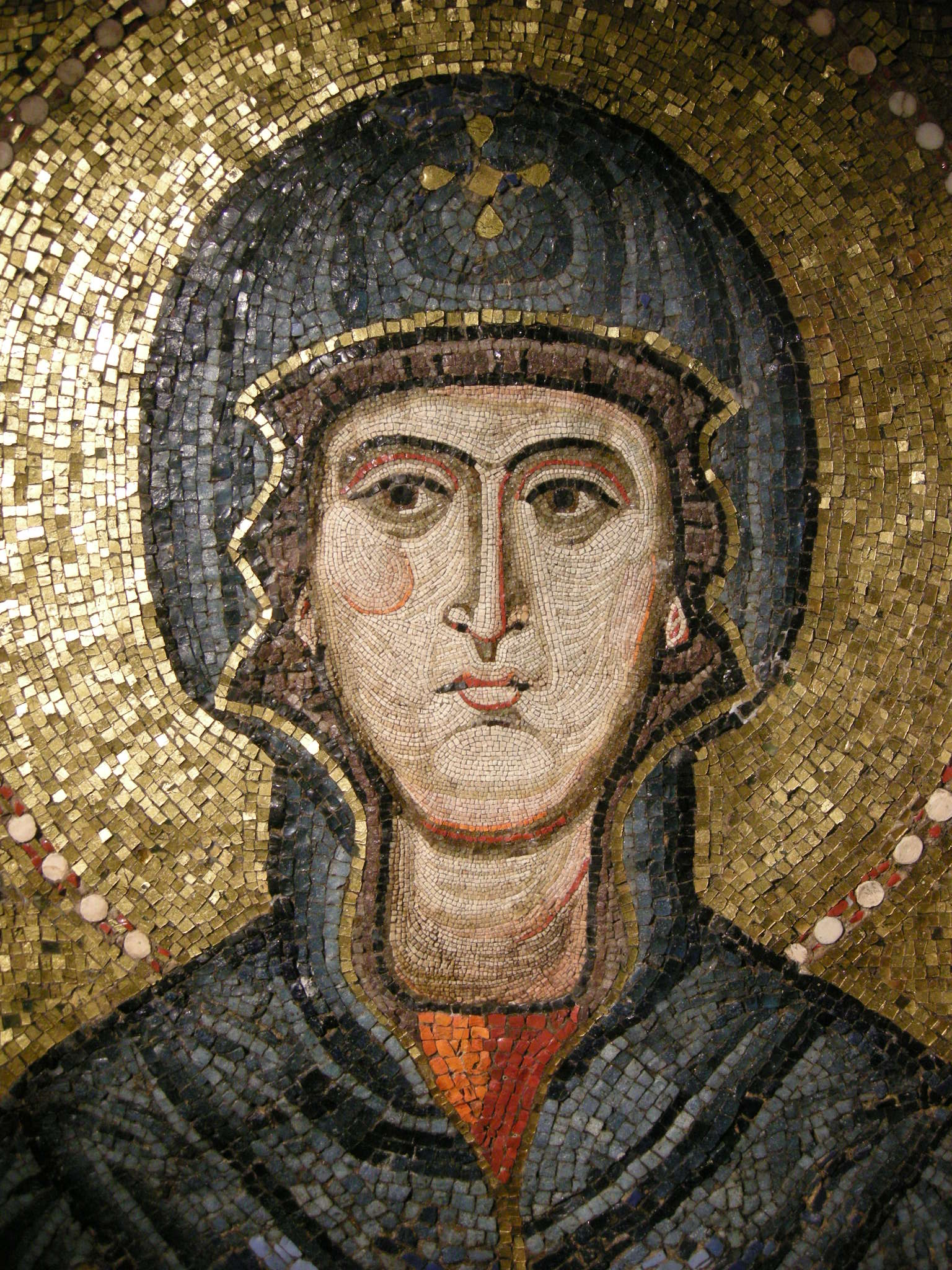
Mosaico della Vergine Maria (XI secolo)

L'XI e il XII secolo sono ritenuti l'età d'oro dell'arte bizantina in Grecia. Molte delle principali chiese bizantine di Atene e dei dintorni difatti furono costruite in questi due secoli, e questo riflette la crescente urbanizzazione in Grecia di questo periodo. Ci fu anche una rinascita dell'arte del mosaico, con artisti che mostrarono un grande interesse per la riproduzione di paesaggi naturali con animali selvatici e scene di caccia. I mosaici divennero più vividi e realistici, con un'enfasi crescente sulla raffigurazione di scene tridimensionali. Con la sua passione per il lusso e per i colori, l'arte di quest'epoca produsse capolavori che diffusero la fama di Bisanzio in tutto il mondo cristiano.
Anche le pregiate sete prodotte nelle botteghe di Costantinopoli ritraevano in colori sgargianti animali come leoni, elefanti, aquile e grifoni i quali si confrontavano l'un l'altro o rappresentavano maestosi imperatori a cavallo o impegnati nella caccia. Molti clienti ne furono attratti, e l'economia della Grecia crebbe. Nelle province, le scuole regionali di architettura cominciarono a produrre diversi stili caratteristici che attingevano a una vasta gamma di influenze culturali. Tutto questo fa pensare che ci fosse una crescente domanda per l'arte, con un crescente numero di persone che disponevano di sufficiente ricchezza per commissionare e pagare queste opere.
La meravigliosa espansione dell'arte bizantina di questo periodo tuttavia non si ferma qui. Dal decimo al dodicesimo secolo, Bisanzio fu la principale fonte di ispirazione per l'Occidente. Per stile, disposizione e iconografia i mosaici di San Marco a Venezia e della cattedrale di Torcello mostrano chiaramente un'origine bizantina. Similmente quelli della Cappella Palatina, della Martorana di Palermo e della cattedrale di Cefalù, insieme alle decorazioni della cattedrale di Monreale, provano l'influenza di Bisanzio sulla Corte Normanna della Sicilia del XII secolo.
L'arte ispano-moresca deriva senza dubbio da quella bizantina. L'arte romanica deve molto all'Oriente, da cui prese a prestito non solo le sue forme decorative, ma anche i modelli di alcune delle sue costruzioni, come dimostrano ad esempio le chiese a cupola della Francia sud-occidentale. I principi di Kiev, i dogi veneziani, gli abati di Montecassino, i mercanti di Amalfi e i re Normanni di Sicilia si rivolgevano tutti a Bisanzio per artisti e opere d'arte. L'influenza dell'arte bizantina nel XII secolo era tale che la Russia, Venezia, l'Italia meridionale e la Sicilia diventarono praticamente centri periferici dedicati alla sua produzione.

### La Quarta Crociata

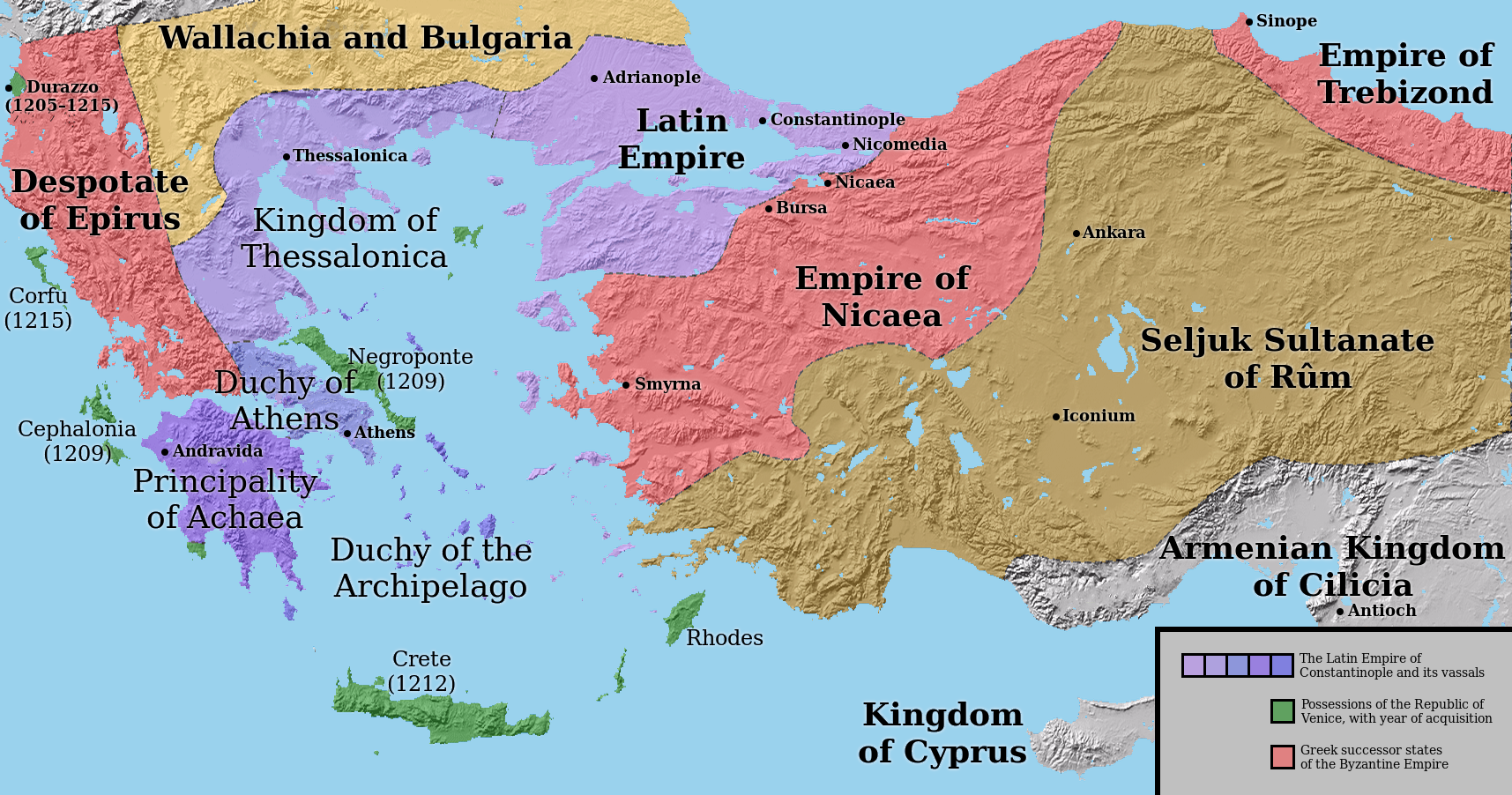
La divisione dell'Impero bizantino dopo la Quarta crociata

L'anno 1204 segna l'inizio del tardo periodo bizantino, quando avvenne probabilmente l'evento più importante per l'impero. I popoli greci persero Costantinopoli per la prima volta, l'impero fu conquistato dalle armate crociate e rimpiazzato da un nuovo Impero Latino per 57 anni. Inoltre, il periodo di occupazione latina influenzò decisivamente gli sviluppi interni dell'impero, in quanto nella vita bizantina si inserirono aspetti di feudalità.
Nel 1261 l'impero fu diviso tra la dinastia dei Comneni e quella dei Paleologi (l'ultima dinastia regnante prima della perdita di Costantinopoli). Successivamente si ebbe un graduale indebolimento delle strutture dello Stato bizantino e la riduzione delle terre a vantaggio degli invasori Turchi. Nel 1384 infatti Murad I, sultano degli Ottomani, attraversò l'Ellesponto e in poco tempo conquistò tutta la Grecia tranne la Morea, che rimase in mano bizantina fino al 1460, un anno prima del duecentesimo anniversario della restaurazione dell'Impero Bizantino. La fine dell'Impero Bizantino è comunque convenzionalmente datata al 1453, anno della presa di Costantinopoli da parte degli ottomani, con la quale dopo circa mille anni di storia finiva l'Impero Romano d'Oriente.

## Il dominio veneziano e ottomano

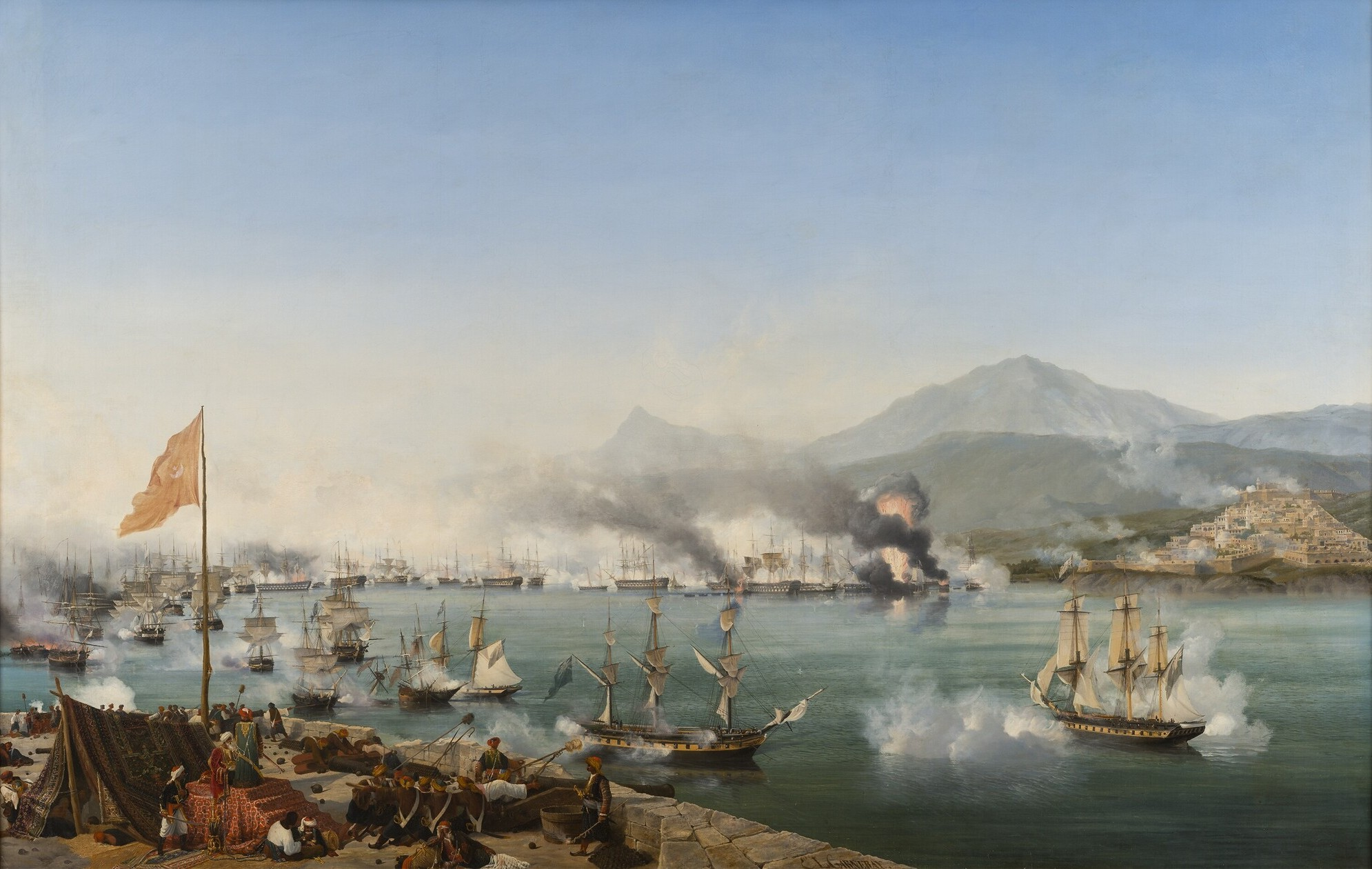
La battaglia di Navarino, nell'ottobre del 1827, segnò la fine del dominio ottomano in Grecia

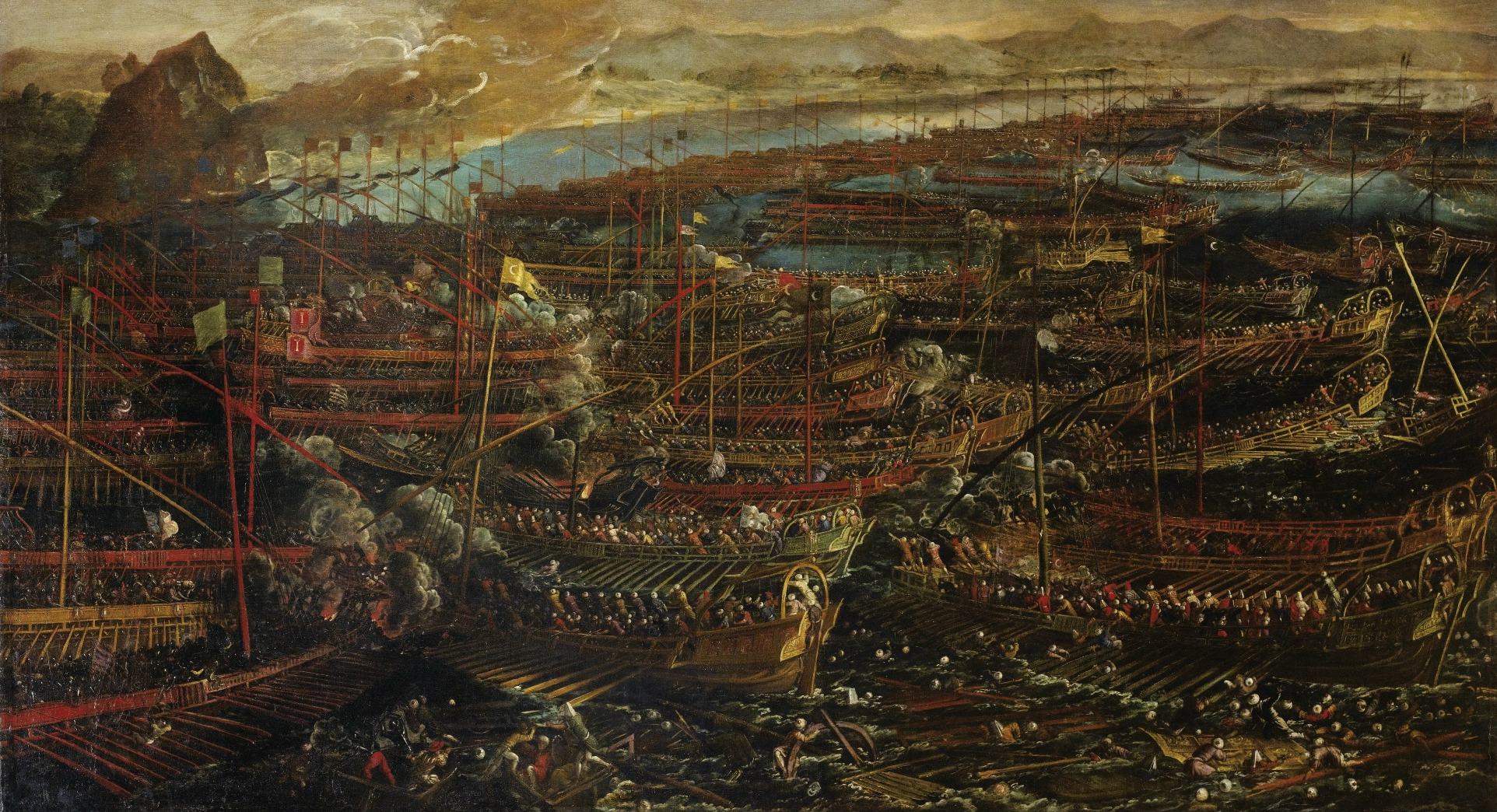
Battaglia di Lepanto del Tintoretto

La presa di Costantinopoli da parte degli ottomani il 29 maggio del 1453 segna la fine dell'Impero bizantino e l'inizio della storia moderna della Grecia e l'acuirsi dei conflitti tra veneziani e turchi per il predominio della Grecia e del mar Egeo. Dopo la caduta della Repubblica di Venezia il paese rimase sotto la Sublime Porta fino agli inizi del XIX secolo.
Con l'arrivo degli ottomani, avvennero due migrazioni greche. La prima interessò l'intellighenzia greca, diretta nell'Europa Occidentale in particolare nella Repubblica di Venezia, la quale avrebbe influenzato l'avvento del Rinascimento. La seconda riguardò la penisola greca, con lo spopolamento delle pianure e l'insediamento nelle montagne. Il sistema delle millet contribuì alla coesione etnica dei greci ortodossi, segregando i vari popoli compresi nell'Impero Ottomano sulla base della religione.
I greci che vivevano nelle pianure durante la dominazione ottomana erano o cristiani che sopportavano il peso della dominazione straniera o cripto-cristiani (musulmani greci che praticavano la religione ortodossa in segreto). Alcuni greci divennero cripto-cristiani per evitare la pesante tassazione imposta ai non musulmani e mantenere al tempo stesso la propria identità e i legami con la Chiesa ortodossa. I greci effettivamente convertiti all'Islam e non cripto-cristiani venivano considerati turchi dai greci ortodossi, anche se non adottavano la lingua turca.

## La nazione greca in epoca moderna

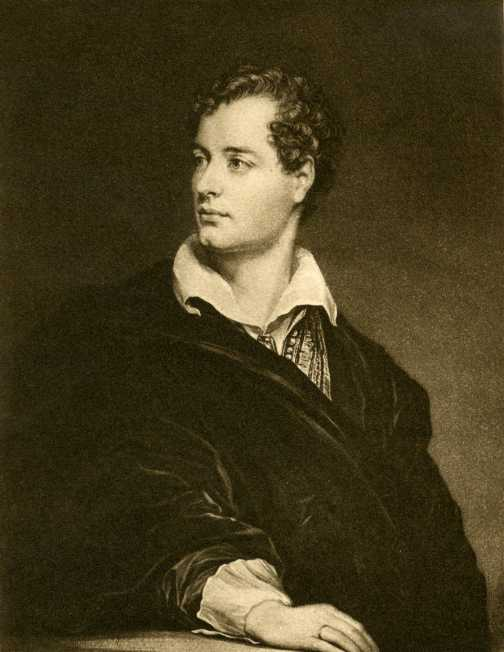
Il poeta inglese George Gordon Byron combatté per l'indipendenza della Grecia dall'Impero ottomano

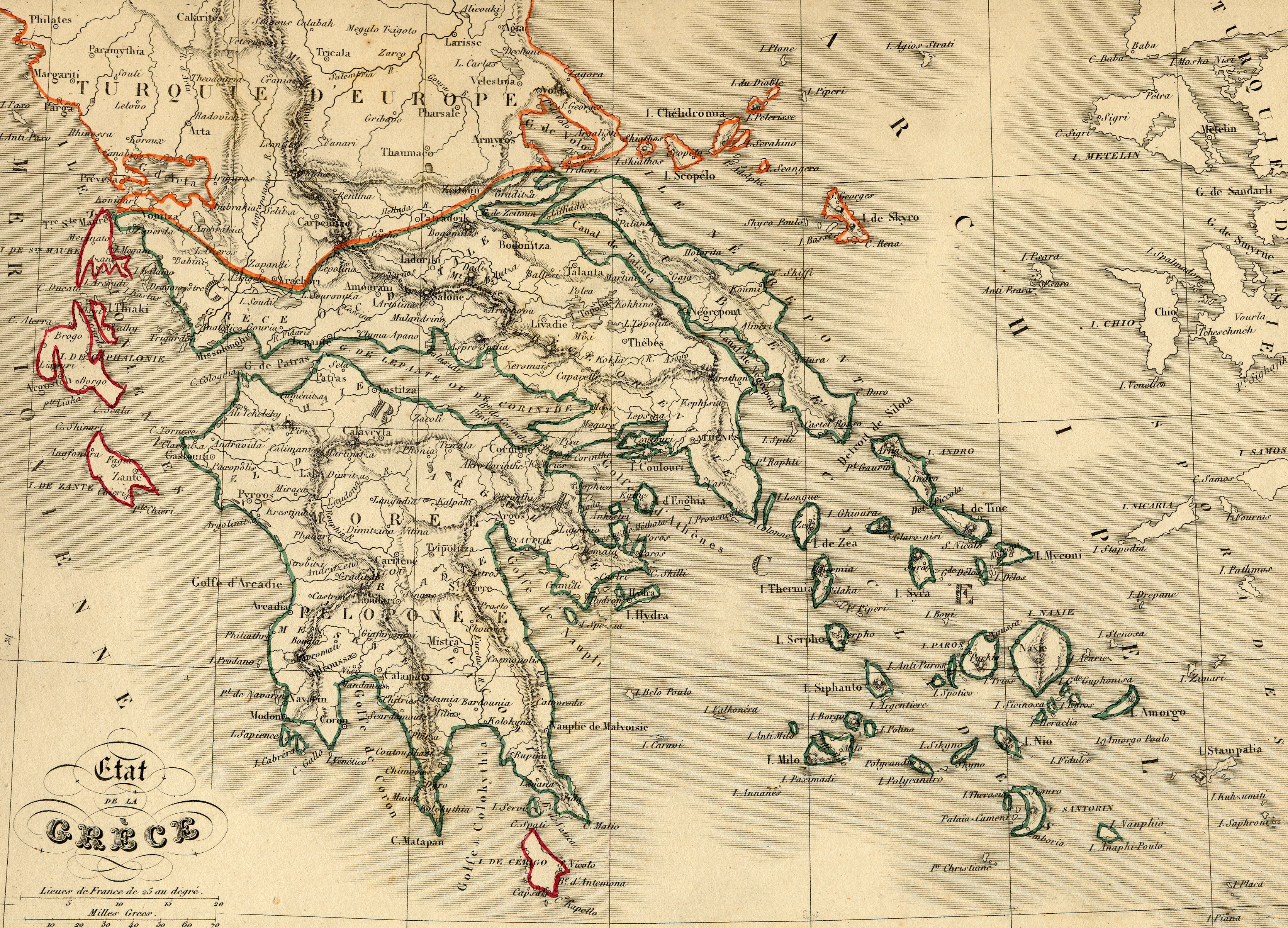
Grecia dopo Indipendenza

Nei primi mesi del 1821 i Greci si ribellarono ai conquistatori ottomani e, con la Guerra d'indipendenza greca, dichiararono l'indipendenza del paese (a cui, in realtà, si arrivò ufficialmente solo nel 1829). Le Grandi Potenze europee (Francia, Russia e Regno Unito) dapprima condivisero una visione secondo la quale sarebbe stato necessario preservare lo status quo dell'Impero ottomano, ma cambiarono presto la loro posizione: sarebbe stato proprio il loro intervento ad essere decisivo per la sconfitta delle forze del sultano nella celebre battaglia di Navarino e infine per l'indipendenza greca. Le élite delle maggiori potenze europee guardarono alla guerra d'indipendenza greca sotto una luce romantica, anche a causa delle atrocità perpetrate dai turchi (è il caso, per esempio, del quadro di Eugène Delacroix del 1824 che rappresenta Il massacro di Scio). Fu così che molti volontari europei decisero di battersi per la causa ellenica: tra questi Lord Byron e il conte Santorre di Santarosa.
Il 20 ottobre 1827, una forza navale combinata di Francia, Russia e Regno Unito distrusse un'armata di Ottomani ed Egiziani. Il ministro russo degli affari esteri Giovanni Capodistria, di origine greca, tornò nella sua patria come presidente della nuova repubblica. La prima capitale del nuovo Stato greco indipendente fu Egina (1828-1829) e la seconda fu Nauplia (1829-1834). Dopo l'assassinio di Capodistria, le potenze europee favorirono il passaggio della Grecia alla monarchia; il primo re, Ottone (figlio di Ludovico I di Baviera, re di Baviera), veniva dalla Baviera, e nel 1834 trasferì la capitale ad Atene.
Ottone fu defenestrato dal colpo di Stato del 1862. Gli successe il principe danese Giorgio della casa di Glücksburg che divenne Giorgio I di Grecia (figlio di Cristiano IX di Danimarca, re di Danimarca, duca di Schleswig-Holstein e duca di Sassonia-Lauenburg). Ancora una volta il nuovo re fu designato dalle tre potenze garanti dell'indipendenza greca senza consulto popolare.
Durante il XIX secolo e all'inizio del XX, la Grecia cercò di allargare i suoi confini per includere le popolazioni di etnia greca dell'Impero Ottomano. Le Isole Ionie furono donate dal Regno Unito al neo-incoronato re Giorgio nel 1864, per accattivarsi le simpatie della nuova casata, mentre nel 1878, a seguito del Congresso di Berlino, gli Ottomani dovettero cedere alla Grecia la Tessaglia e parte dell'Epiro. Dopo le guerre balcaniche (1912-13) furono annesse la restante parte dell'Epiro, la Macedonia meridionale, parte della Tracia, le isole egee, il Principato di Samo e Creta, già costituitosi in stato autonomo in precedenza sotto la reggenza del figlio di Giorgio I.

### La Prima guerra mondiale e la guerra greco-turca

L'evoluzione territoriale del Regno di Grecia fino al 1947

Lo scoppio della prima guerra mondiale nel 1914 causò una divisione nella politica greca, con re Costantino I che sosteneva che la Grecia dovesse rimanere neutrale mentre il primo ministro Eleutherios Venizelos spingeva per l'entrata in guerra a fianco della Triplice intesa. Il conflitto tra i monarchici e i seguaci di Venizelos degenerò e si produsse quello che è noto come Scisma Nazionale. Alla fine comunque la Grecia si schierò con l'Intesa contro l'Impero ottomano e gli altri imperi centrali. A seguito della vittoria, le Grandi Potenze concordarono che la città di Smirne e il suo entroterra, dove c'era una forte presenza di popolazioni greche, fossero ceduti alla Grecia. Si fece largo la concezione di una grande Grecia propugnata dal primo ministro Eleutherios Venizelos, che avrebbe dovuto rinnovare i fasti dell'impero bizantino.
Le truppe greche occuparono Smirne nel 1919 e nel 1920 il trattato di Sèvres, che confermava la cessione di Smirne e della Tracia, eccetto Istanbul, fu firmato dall'Impero Ottomano, con la condizione che entro cinque anni si sarebbe tenuto un plebiscito a Smirne per decidere se la regione si sarebbe unita alla Grecia. Tuttavia il movimento nazionalista turco guidato da Mustafa Kemal Atatürk rovesciò il governo ottomano e organizzò una campagna militare contro le truppe greche, dando inizio alla guerra greco-turca del 1919-1922. Una grande offensiva greca fu arrestata nel 1921, e nel 1922 le truppe greche dovettero ritirarsi. Le forze turche ricatturarono Smirne il 9 settembre 1922, e quattro giorni dopo scoppiò un grande incendio in città, che incenerì i quartieri greci e armeni.
La guerra si concluse con il trattato di Losanna del 24 luglio 1923, con il quale la Grecia rinunciava a Smirne e si ritirava dalla Tracia fino alla linea segnata dal fiume Evros. Perdeva anche le isole di Imbros e Tenedos e in più si accordava con la Turchia su uno scambio di popolazioni sulla base della religione. Più di un milione di cristiani ortodossi lasciarono la Turchia, in cambio di 400.000 musulmani che lasciarono la Grecia. Gli eventi del 1919-1922 sono considerati in Grecia come un periodo disastroso della loro storia. Si stima che tra il 1914 e il 1923 un numero di greci tra le 750.000 e le 900.000 unità morì per mano dei turchi, in quello che molti studiosi hanno definito un genocidio.

### Fra le due guerre

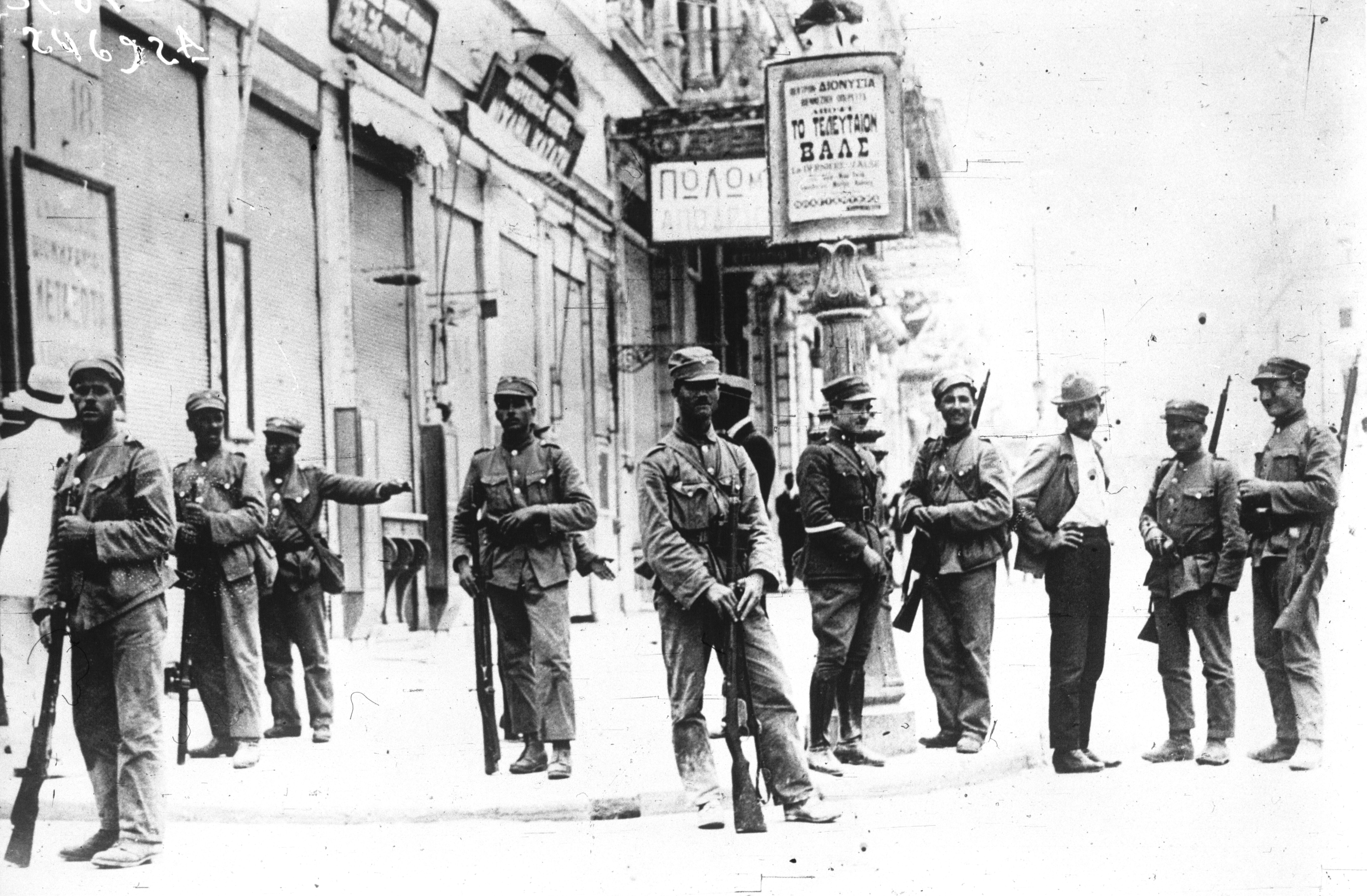
Truppe greche per le strade durante il colpo di Stato di Pangalos

Nel 1924 venne proclamata la Seconda Repubblica ellenica. Nel giugno 1925, il generale Theodoros Pangalos attuò un colpo di Stato e governò come dittatore per un anno fino a quando un contro-colpo di Stato organizzato da un altro generale, Georgios Kondylis, lo depose e restaurò la Repubblica.. Nel 1928 ritornò al governo Venizelos, che dovette affrontare la grave crisi economica dovuta alla crisi economica del 1929, e vi rimase sino al suo esilio definitivo nel 1935, quando con un golpe militare il generale Georgios Kondylis abolì la Repubblica e inscenò un plebiscito che approvò la restaurazione della monarchia. Il 4 agosto 1936 il generale Ioannis Metaxas instaurò, con un ulteriore colpo Stato, una dittatura di tipo fascista conosciuta come Regime del 4 agosto, che in politica estera si appoggiava al Regno Unito..

### La Seconda guerra mondiale
Nonostante il fatto che l'esercito greco fosse numericamente esiguo e male equipaggiato, la Grecia diede un contributo decisivo alla causa degli Alleati nella seconda guerra mondiale. All'inizio della guerra, Metaxas si schierò con gli Alleati e si rifiutò di cedere alle pretese italiane. L'Italia cominciò l'invasione della Grecia passando dall'Albania il 28 ottobre 1940, ma le truppe greche respinsero l'invasione dopo una dura lotta (vedi: campagna italiana di Grecia). Questa fu la prima vittoria alleata nella guerra.

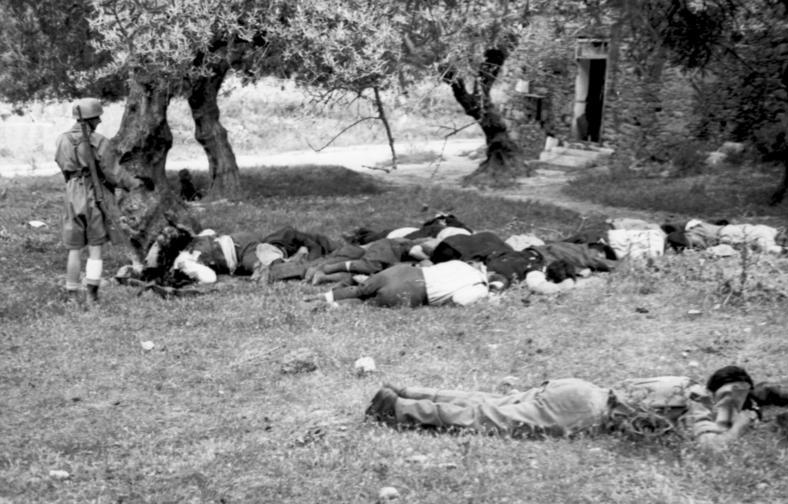
Assassinio di civili greci a Kondomari, Creta, 1941

Per proteggere strategicamente il suo fianco meridionale, Adolf Hitler, seppur con riluttanza, si mosse e lanciò un'offensiva in Grecia. Le truppe tedesche, bulgare e italiane riuscirono così ad invadere con successo la Grecia passando per la Jugoslavia, e sopraffecero le truppe greche, britanniche, australiane e neozelandesi. Metaxas era morto quello stesso anno, mentre il governo con il re fuggirono in esilio in Egitto. Il successore di Metaxas, il primo ministro Alexandros Korizis si suicidò per non essere catturato all'arrivo dei tedeschi ad Atene nell'aprile 1941.
Il 20 maggio 1941 i tedeschi cercarono di prendere Creta con un vasto attacco di paracadutisti, allo scopo di contrastare la minaccia di una controffensiva delle forze alleate di stanza in Egitto, ma dovettero affrontare una tenace resistenza. La campagna greca potrebbe aver ritardato i piani militari tedeschi d'invasione dell'Unione Sovietica, e si è sostenuto che se tale invasione fosse cominciata il 20 maggio 1941 invece che il 22 giugno dello stesso anno l'assalto nazista avrebbe potuto avere successo. Le gravi perdite sopportate dai paracadutisti tedeschi convinse Hitler a evitare di lanciare ulteriori attacchi di tale tipo su larga scala.
Durante gli anni di occupazione nazista della Grecia migliaia di greci morirono in battaglia, in campi di concentramento o per fame. Gli occupanti sterminarono la maggior parte della comunità ebraica nonostante gli sforzi della Chiesa ortodossa greca e di altri cristiani greci di offrire rifugio agli ebrei. L'economia greca fu devastata.
Quando l'esercito sovietico cominciò la sua avanzata attraverso la Romania, nell'agosto del 1944, l'esercito tedesco in Grecia cominciò a ritirarsi a nord e a nord-ovest verso la Jugoslavia e l'Albania per evitare di trovarsi tagliato fuori. Dunque l'occupazione tedesca della Grecia finì nell'ottobre del 1944. Il gruppo di resistenza ELAS prese il controllo di Atene il 12 ottobre 1944, mentre le truppe britanniche erano già sbarcate a Patrasso il 4 ottobre, e raggiunsero Atene il 14.
A seguito del conflitto, nel 1947, alla Grecia furono consegnate le isole del Dodecaneso da parte dell'Italia.

### La guerra civile
La guerra civile greca (in greco: Eμφύλιος πόλεμος Emfílios pólemos) fu combattuta tra il 1943 e il 1949 tra le forze governative sostenute dal Regno Unito inizialmente, e successivamente dagli USA, e l'Esercito Democratico Greco, il braccio militare del partito comunista greco. Secondo alcuni analisti, essa rappresenta il primo esempio del dopoguerra di interferenza occidentale negli affari politici di un Paese straniero. La vittoria delle forze governative aiutate da Regno Unito e USA portò all'affiliazione della Grecia alla NATO e aiutò a definire l'equilibrio ideologico del potere nell'Egeo per l'intera durata della guerra fredda.
La guerra civile vide la contrapposizione da un lato delle forze armate delle amministrazioni greche del dopoguerra non-marxiste e dall'altro delle forze comuniste con i membri chiave della precedente organizzazione per la resistenza (ELAS), la cui leadership era controllata dal Partito Comunista di Grecia (KKE).
La prima fase della guerra civile si ebbe nel 1943-44. I gruppi di resistenza marxisti e non-marxisti si combatterono tra loro in un conflitto fratricida per stabilire la egemonia del movimento di resistenza greco. Nella seconda fase, chiamata anche Dekemvriana (dicembre 1944- gennaio 1945) i comunisti, che avevano il controllo militare della maggior parte della Grecia, affrontarono il ritorno del governo greco dall'esilio, il quale era stato formato al Cairo col favore degli Alleati, e in origine includeva sei ministri affiliati al KKE. Nella terza fase (1946-1949), le forze guerrigliere controllate dal KKE combatterono contro il governo greco internazionalmente riconosciuto che era stato formato dopo le elezioni boicottate dal KKE. Sebbene il coinvolgimento del KKE nelle sommosse fosse universalmente noto, il partito rimase legale fino al 1948, continuando a coordinare gli attacchi dai suoi uffici di Atene fino alla sua proscrizione.
La guerra civile lasciò alla Grecia un'eredità di polarizzazione politica. Dopo la vittoria delle forze governative, la Grecia si alleò con gli USA e si unì alla NATO, mentre le relazioni con gli Stati comunisti confinanti a nord, filo-sovietici o neutrali, si fecero tese.

### La ripresa nel dopoguerra e la Dittatura dei colonnelli
Negli anni Cinquanta e Sessanta la Grecia si sviluppò rapidamente, inizialmente grazie all'aiuto delle sovvenzioni USA erogate nel contesto del Piano Marshall, e in seguito grazie alla crescita nel settore del turismo. Fu prestata una rinnovata attenzione ai diritti delle donne, e nel 1952 furono costituzionalmente garantiti il suffragio femminile e l'uguaglianza tra i sessi. Lina Tsaldari fu la prima donna a diventare ministro, in quel decennio.
Nel 1967 l'esercito greco prese il potere con un colpo di Stato, rovesciando il governo di centro-destra di Panagiōtīs Kanellopoulos. Salì al potere la giunta militare in quella che sarebbe divenuta nota come la dittatura dei colonnelli. Nel 1973 il regime abolì la monarchia. Nel 1974 il dittatore Geōrgios Papadopoulos si rifiutò di dare aiuto agli USA. Dopo un secondo colpo di Stato in quell'anno, il colonnello Dimitrios Ioannides fu nominato nuovo capo di Stato.
Ioannides fu responsabile del colpo di Stato del 1974 contro il presidente Makarios III di Cipro. Il colpo di Stato divenne il pretesto per la prima invasione turca di Cipro. Gli eventi di Cipro e le proteste soppresse nel sangue del Politecnico di Atene portarono all'implosione del regime militare. Un politico esiliato, Kōnstantinos Karamanlīs, ritornò in patria e divenne primo ministro ad interim il 23 luglio 1974, e successivamente ottenne due rielezioni a capo del partito conservatore della Nuova Democrazia. Nell'agosto del 1974, le forze greche si ritirarono dalla struttura militare integrata della NATO per protesta contro l'occupazione turca di Cipro del nord.

### La Grecia post-colonnelli (1974-1981)
Nell'estate 1974, dopo che la giunta dei Colonnelli aveva rovesciato l'arcivescovo e presidente cipriota Makàrios, la Turchia invase Cipro e il regime militare greco, ormai in crisi, si dissolse improvvisamente. Il 23 luglio 1974 i colonnelli consegnarono il potere nelle mani dei politici che chiamarono il moderato Konstantinos Karamanlìs dall'esilio a Parigi, perché assumesse le redini del governo civile. Nonostante la resa incondizionata, il nuovo Stato democratico funzionava, all'inizio, in un meccanismo statale completamente controllato dagli strumenti dell'ex giunta. Oltre a doversi occupare di questioni di politica estera della massima urgenza, Karamanlìs era chiamato a sostituire in tutta fretta gli alti ufficiali con persone di sua scelta. Il suo governo però venne accusato di non aver accelerato il processo di de-giuntizzazione, e quando il Consiglio dei ministri fissò le prime elezioni democratiche il 17 novembre 1974, l'opposizione sostenne che i servizi statali e i poteri locali, infestati dagli agenti della dittatura, avrebbero condizionato i risultati delle urne. Nonostante queste critiche avessero basi di fondamento, le elezioni si svolsero in modo esemplare. Il sistema proporzionale rinforzato, che aveva determinato l'esito della maggior parte delle consultazioni post-belliche in Grecia, fu applicato ancora una volta. Il risultato - un trionfo per Karamanlìs e per il suo partito di nuova fondazione, Nuova Democrazia, che ottenne il 54% dei suffragi e 220 seggi in Parlamento - fu in alto grado emblematico dell'approvazione dei suoi sforzi per assicurare un cambio della guardia ordinato. L'Unione di Centro-Nuove Forze (centrista liberale) ottenne il 20,4% dei voti e 60 seggi. Non vi era una grande differenza nella base sociale e professionale fra i deputati liberali e quelli conservatori - in entrambi i gruppi parlamentari prevalevano gli avvocati -, mentre erano del tutto assenti stavolta dai due partiti sia gli operai sia i contadini. Nel 1974 il centro rifornì Nuova Democrazia (Nea Dimokratia) e il Movimento Socialista Panellenico (PASOK) di alcuni ex membri. Oltre 100mila persone erano state intanto destituite nell'esercito, nel governo e in altre istituzioni statali, rilasciati gli ultimi prigionieri politici. Vennero distrutti 3mila dossier della polizia militare, ripristinata la libertà dei mass media, così come la legalità del Partito comunista (fuori legge dal 1947). Venne chiuso l'ultimo campo di prigionia sull'isola di Gyiaros, venne reintegrato il personale dismesso o discriminato dalla dittatura, rimossi tutti i simboli del regime, nominate persone ostili ai colonnelli al Ministero dell'Istruzione e dimessi i rettori filo-militari nelle università. Il 9 ottobre 1974 era stata abolita anche la legge marziale e l'11 ottobre successivo erano già iniziati i procedimenti penali contro Papadoupoulos e Iannidis e altri 30 ufficiali per le azioni intraprese contro gli studenti del Politecnico. Il 23 ottobre 1974 poi erano stati arrestati 5 protagonisti del golpe, con l'accusa di voler manipolare il processo elettorale. Lo stesso Papadoupoulos aveva tentato di corrompere Phaedon Gizikis, il formale presidente greco messo dai colonnelli.
L'8 dicembre 1974 si tenne poi il referendum istituzionale, il sesto sul futuro della Corona nel XX secolo (1920, 1924, 1935, 1946, 1973), che si accordava con la voglia di cambiamento dell'opinione pubblica, dato l'annullamento di tutti gli atti politici dei colonnelli che l'avevano abolita l'anno precedente (il loro leader Papadopoulos si era fatto eleggere presidente). Benché Karamanlìs mantenesse una posizione neutrale di fronte alla questione, il suo silenzio fu ampiamente interpretato come una condanna dell'istituzione che aveva destabilizzato la politica greca in molti momenti cruciali, specialmente negli anni '60, quando ci furono tentativi liberali di allontanare funzionari statali come poliziotti, personale militare e altri garanti dell'ordine che avevano una relativa libertà dal controllo pubblico, suscitando l'ira del Palazzo Reale e incoraggiando gli alti gradi dell'esercito a bloccare le riforme democratiche dello Stato. Durante la campagna referendaria all'ex re Costantino II fu impedito di rientrare in patria, ma gli fu consentito di tenere un discorso alla televisione.
Il referendum però segnò il destino della monarchia col 69,2% dei voti contrari alla sua restaurazione: nei maggiori centri come Atene e Salonicco i voti repubblicani raggiunsero quasi l'80%, a Creta votò a favore della Repubblica democratica oltre il 90% degli elettori. Solo le prefetture di Laconia e Rhodope votarono in maggioranza per la famiglia reale dei Glücksburg, prima in esilio a Roma e poi a Londra. All'ex monarca venne in seguito addirittura tolta la cittadinanza greca e requisiti i beni di famiglia.
La redazione di una nuova Costituzione dopo il ritorno della democrazia, così come i sogni riformatori del premier, cominciarono dopo il referendum. Con un'ampia maggioranza di due terzi, venne presentato al voto in Parlamento un progetto costituzionale che prevedeva un forte potere al capo dello Stato secondo il modello gollista francese. Il piano ottenne forti critiche da quanti erano contrari alla limitazione dei poteri parlamentari. Iniziò così la Terza Repubblica ellenica. La Costituzione greca del 1975 sostituì quella del 1952 (che era stata provvisoriamente ripristinata) e fu l'esito di un compromesso fra il tentativo del governo di creare uno Stato presidenziale e quello di coloro che difendevano i privilegi parlamentari. Fra gli altri cambiamenti vi fu la sistemazione del quadro legale dei rapporti fra Stato e Chiesa. Era abolita la clausola che il presidente dovesse essere ortodosso e che giurasse che avrebbe difeso la religione ortodossa, le cui tradizioni erano da sempre grandemente rispettate dai politici conservatori. L'articolo 3 riconobbe l'ortodossia come fede dominante, ma l'articolo 13 garantiva libertà religiose, di coscienza e di culto. I salari e le pensioni del clero ortodosso greco erano versati dallo Stato. La nuova Costituzione rese più forte il ruolo del potere esecutivo rispetto a quello legislativo e dotò il capo dello Stato di poteri che altre democrazie parlamentari non avevano. Il presidente era eletto dal Parlamento per cinque anni e aveva il potere di dichiarare guerra e sottoscrivere accordi internazionali. Ebbe anche il diritto di veto su promulgazioni di leggi anche con una maggioranza di tre quinti in Parlamento. Il presidente aveva anche il potere di sciogliere il Parlamento se riteneva che esso non esprimesse più la volontà popolare o se non fosse riuscito a garantire un governo stabile. Nonostante le divergenze sulle competenze presidenziali, questa Costituzione raccolse un ampio consenso, perché tentava di superare le vecchie inerzie e sventure, coniugando la tradizione parlamentare greca con la civiltà costituzionale europea. Konstandìnos Tsànos, noto intellettuale e amico intimo di Karamanlìs, venne eletto dal Parlamento il 19 luglio 1975 come nuovo presidente della Repubblica. Nel gennaio 1975 il Parlamento greco aveva adottato una risoluzione che cancellava il termine "rivoluzione" per riferirsi ai fatti che avevano portato al regime militare e lo sostituiva con "golpe". Venne arrestato anche Dimitrios Ioannidis, il generale che aveva imposto una sua direzione nell'ultimo biennio di regime e iniziarono 104 procedimenti penali contro ex ministri, sottosegretari, segretari generali colpevoli di tortura. Nei mesi successivi altri ufficiali vennero incriminati di tortura e, sedati tutti i tentativi di cospirazione contro la democrazia restaurata, poté iniziare il processo contro gli ex colonnelli greci e i loro sodali.
Il Processo ai responsabili della dittatura si aprì il 28 luglio e si chiuse il 23 agosto 1975, con 18 condanne. Altri protagonisti del golpe, Makarezos e Pattakos subirono la condanna capitale, subito commutata in ergastolo per alto tradimento, non volendo farli passare come martiri e per eventuali reazioni dei militari. Georgios Papadopoulos fu processato e condannato a morte, pena poi commutata nell'ergastolo. Rifiutata un'offerta di amnistia, rimase in prigionia fino alla morte. Altri 8 responsabili del regime, tra cui Ioannidis, ricevettero dieci anni per ammutinamento. Altri 7 accusati subirono sentenze minori. Nei processi contro i torturatori (tra i 100 e i 400 secondo Amnesty International), intentati tutti contro privati cittadini per abuso di autorità e violazione del dovere, quasi tutti gli accusati giustificarono le proprie azioni.
In generale, il processo a tutti i colpevoli di alto e basso grado ricevette una grande copertura mediatica. Il governo democratico greco però non ricorse ad altri metodi di giustizia durante la transizione. Non ci fu un risarcimento alle vittime di tortura, a parte una parziale reintegrazione nei posti di lavoro e una parziale restituzione delle pensioni. Alcuni torturatori non vennero nemmeno processati. Altri condannati invece tornarono liberi a seguito del pagamento di multe o tramite sospensioni di sentenza. Tutto ciò creò un forte malcontento: parte dell'opinione pubblica ritenne che la "degiuntizzazione" non fosse riuscita a pieno.
Oltre ai cambiamenti politici e costituzionali, dopo la caduta della dittatura avvenne un significativo mutamento del clima culturale. L'interesse, quasi esclusivo, per la nebulosa idea della "grecità" che aveva dominato gli intellettuali della vecchia generazione, quella di Pikiònis e Konstandìnis, dei pittori Chatzikyriàkos-Ghìkas, Tsarùchis e del Premi Nobel Sefèris e altri, a poco a poco aprì la strada a un'influenza più cosmopolita. Una nuova generazione di artisti, letterati, compositori e registi (Tàkis, Tsoklìs, Kunèllis, Savvòpulos, Anghelòpulos, ecc.) assorbirono in modo molto più deciso le forme espressive occidentali. L'emancipazione sociale e politica divenne una questione molto importante negli anni '70, dal momento che il vecchio spirito della guerra civile (1946-1949) si era affievolito e l'incubo della giunta si era allontanato, e le attese sempre maggiori del popolo greco, soffocate sul piano politico dalla giunta, erano tornate a galla con slancio. Lefthèris Pùlios e Vasìlis Steriàdis introdussero in Grecia, con ritardo, la Beat generation americana come forma di opposizione occulta al regime militare, ma persero la loro voce dopo la dittatura. Il trionfo di Karamanlìs durante le prime elezioni post-dittatura avevano segnato il desiderio popolare di vedere la stabilizzazione della democrazia, l'esigenza di un cambiamento prese nuovo impulso nelle successive elezioni del 1977, nelle quali Nuova Democrazia vide la sua quota di voti scendere al 41,8% e quasi dimezzarsi i seggi in Parlamento. In queste elezioni il Movimento Socialista Panellenico, sotto la guida di Andrèas Papandrèu, si assicurò il 25,3% dei suffragi, aumentando la sua consistenza parlamentare fino a 93 seggi e relegando l'Unione centrista, dalla quale proveniva, dal terzo posto con l'11,9% dei voti. Un'evoluzione positiva fu che le libertà politiche senza precedenti di cui godevano i greci, dal 1974 in poi, affrancarono la politica dei partiti dall'intransigenza e dal fanatismo degli anni precedenti.
Fin dalla dittatura, il protagonista moderato della ricostruzione democratica greca aveva fatto riferimento all'orientamento europeo del paese come nuova "Grande Idea". La piena integrazione nella Comunità economica europea, coronata dal successo nel maggio 1979, dopo complicati negoziati, fu il sigillo della perseverante ricerca di una “organica presenza greca in Occidente”. La discussione all’interno del paese sui vantaggi e gli svantaggi dell’integrazione, fra il 1975 e il 1981, si focalizzava soprattutto su questioni ideologiche. Karamanlìs doveva, in primo luogo, occuparsi dell’economia. L’eredità della giunta era stata un’inflazione, un deficit enorme nella bilancia dei pagamenti e la recessione economica. Applicando una mite politica di sviluppo, il governo procedette all’adozione di una serie di misure economiche che avrebbero portato immediato sollievo, per conservare la pace sociale durante la difficile transizione. Queste misure comprendevano un adeguamento verso l’alto dei salari più bassi, l’aumento dello stipendio base dei dipendenti pubblici, l’imposizione di una tassa ai redditi più alti, una diminuzione progressiva del controllo dei crediti concessi, la ristrutturazione degli investimenti pubblici e interventi rapidi per il ristabilimento delle relazioni con la Comunità europea. Gli indicatori economici diventarono positivi, ma il capo del governo greco ammonì i datori di lavoro quanto i lavoratori dei nuovi pericoli: l’aumento del prezzo del petrolio, i gravami della difesa e pretese irrazionali. Nel maggio 1976 il direttore della Banca di Grecia, Xenofòn Zolòtas, descrisse come soddisfacenti gli sviluppi economici del paese e il progresso stabile. Il PIL aumentò del 5% e gli investimenti aumentarono soprattutto grazie al settore pubblico e all’edilizia e il paese superò l’Irlanda per reddito pro capite. I negoziati ufficiali cominciarono il 27 luglio 1976, nonostante la CEE avesse suggerito un periodo propedeutico decennale prima di diventare membro a pieno titolo. Papandrèu minacciò che un suo governo sarebbe uscito dalla Comunità europea, nei suoi discorsi infuocati in campagna elettorale, nel novembre 1977, continuò a ripetere che l’ingresso della Grecia nella CEE avrebbe consolidato il suo ruolo marginale come satellite del sistema capitalistico, avrebbe reso impossibile un piano nazionale, avrebbe minacciato gravemente l’industria greca e avrebbe portato alla scomparsa dei contadini. Secondo lui la Grecia doveva costruire relazioni come la Norvegia, permettendole di mantenere il controllo totale sulla sua economia e sui movimenti di beni e capitali. Benché i negoziati proseguissero speditamente, nel gennaio e nel marzo 1978 Karamanlìs visitò Londra, Parigi, Bruxelles, Copenaghen, Lussemburgo, L’Aja e Roma per chiederne il sostegno. Quando tornò ad Atene, dichiarò che c’era la reale certezza che la Grecia sarebbe stata un nuovo membro della CEE. L’accordo di adesione fu sottoscritto ad Atene il 28 maggio e poi ratificato dal Parlamento greco il 28 giugno 1979. Gli oppositori all’integrazione europea, cioè i socialisti e i comunisti si ritirarono dal Parlamento e Karamanlìs si ritrovò a discutere con “assenti” e il 1º gennaio 1981 la Grecia entrò a far parte della CEE come decimo membro effettivo. Il premier si ritenne soddisfatto del suo operato, era consapevole di non essere un leader popolare né un oratore in pubblico e sapeva che il ritorno alla normalità significava che i suoi servigi non sarebbero più stati necessari, poiché il dilemma “Karamanlìs o i carri armati” era stato superato coi carri armati ormai innocui nelle caserme. Karamanlìs rivelò al Consiglio dei ministri la sua volontà di rivendicare la presidenza della Repubblica. Il Parlamento lo elesse il 5 maggio 1980 con 183 voti e come leader di Nuova Democrazia gli succedette Gheòrghios Ràllis. Mentre le elezioni generali del 18 ottobre 1981 portarono ad una strepitosa vittoria del socialista Papandrèu. In due interviste rilasciate alla rete televisiva americana ABC e al programma tv Panorama della BBC, il nuovo premier greco dichiarò che il suo governo avrebbe chiesto al nuovo presidente della Repubblica di far svolgere un referendum sull’adesione della Grecia alla CEE. Poiché i punti di vista erano cambiati, la pace era assunta come situazione fisiologica, poiché la democrazia era diventata uno stile di vita più che un desiderio vano, poiché il dissenso su temi nazionali era diventato lecito, poiché l’economia migliorava e i greci si sentivano sicuri nei loro confini, cominciarono a cambiare le opinioni degli occidentali sulla Grecia. I socialisti greci ottennero il 48% dei voti e 172 seggi. Nuova Democrazia passò all’opposizione col 35,8% e 118 seggi. Papandrèu stregò il corpo elettorale diffidente alle politiche precedenti, cioè il rigore fiscale e l’aumento della competitività. I festeggiamenti del trionfo del “cambiamento” (per la prima volta nella storia greca vinceva un partito socialista) alludevano che la Grecia si era spostata a sinistra. La “destra” era stata esorcizzata come forza demoniaca che aveva perseguitato il paese per decenni e non doveva esserle permesso di rifarlo e s’insinuò una decisa retorica anti-americana. Lo stesso Papandrèu era professore di un’università americana, sposato con un’americana ed era stato liberato dalla giunta militare per intervento del presidente USA Lyndon Johnson. Karamanlìs vedeva l’Europa come un baluardo contro la progressiva deriva del paese verso l’isolamento. Il vecchio zelo socialista euroscettico nel dipingere Bruxelles come centro di potere occulto rese difficile il dietrofront politico di Papandrèu davanti ai suoi sostenitori.

### La Grecia negli anni '80
Dopo l'adesione della Grecia alla Comunità europea, il Movimento Socialista Panellenico di Papandrèu al governo, notoriamente euroscettico, attuò un diversivo tra il 1982 e il 1983, inventando una rinegoziazione dell’adesione greca alla CEE che, invece, altro non era che un memorandum di misure di sostegno desiderate, che chiedeva una gestione particolare a causa di “difetti strutturali” della Grecia. Il paese rifiutò un trattamento speciale ed era ormai tardi per uscire dalla Comunità e la sua classe dirigente non lo voleva. Come promesso comunque, la Grecia ottenne un particolare finanziamento che equivalse ad una vittoria politica per Papandrèu e pose enfasi sulla ridistribuzione delle risorse all’interno dei paesi membri. Poi, in ogni caso, non fece più parola sull’uscita del paese dalla CEE e col tempo, la Grecia divenne sempre più dipendente dalla Comunità e poiché i capitali cominciavano a scorrere al suo interno, persino i socialisti dovettero accettare l’inevitabile e finalmente, nel 1985, lo stesso Papandrèu annunciò che non sarebbero usciti perché sarebbe costato molto di più che rimanere. Negli anni ‘80, con l’aumento del prezzo del petrolio, uno sviluppo contenuto e il precipitare dei salari, la Grecia incontrò le prime difficoltà. I socialisti, dopo la vittoria elettorale, presero in prestito denaro da ogni parte per finanziare spese consumistiche e un ipertrofico, inefficiente, settore pubblico, così come un sistema di previdenza sociale che, ben presto, portò il paese sull’orlo del fallimento, con contributi previdenziali artificiosamente mantenuti su livelli bassi, mentre le retribuzioni diventavano sempre più generose. L’indice di prestito richiesto nel settore pubblico salì dall’8,1% nel 1980 al 17% nel 1985. Questa non era una politica redistributiva che prendeva ai ricchi per dare ai poveri, ma una politica che caricava tutti di debiti. Si crearono clientele politiche tra partito e la macchina statale, che portò all’ininterrotta elefantiasi di quest’ultima per soddisfare la bulimia delle prime. La produttività pro capite cadde al 3% e furono colpite le esportazioni. Come accadeva in analoghe circostanze, la via d’uscita durevole, semplice sulla quale cadde la scelta fu la svalutazione della dracma del 15% nel gennaio 1983. Questa misura si rivelò un totale fallimento, poiché il governo aveva introdotto la scala mobile sui salari e qualunque eventuale vantaggio della competitività fu immediatamente vanificata per l’aumento dei prezzi causa svalutazione e dei costi di produzione. Papandrèu dovette ammettere che i greci consumavano più di quanto producessero e l’economia greca era ritornata al punto di partenza. Alcune aziende riuscirono a sopravvivere, mantenendo guadagni bassi e infimi investimenti. Altre imprese continuarono ad ottenere prestiti dalle banche greche fino a trovarsi al fallimento. Le difficoltà si moltiplicavano, ma il premier socialista non modificò la sua politica. I socialisti poi si rifiutarono di sostenere il moderato Karamanlìs per il secondo mandato di capo di Stato e alle nuove elezioni del 2 giugno 1985 lo slogan di Papandrèu fu la promessa di “giorni ancora migliori” e di una lotta fra luce e tenebre. Nel suo programma si rivendicava di aver liberato la Grecia dalle forze straniere e promise di opporsi a eventuali pressioni per dialogare con la Turchia, di combattere l’inflazione, il passaggio nel pubblico della produzione, l’aumento delle pensioni, un miglioramento della previdenza sociale e investimenti alle cooperative agricole. Il PASOK ottenne una facile vittoria col 45,8% e 172 deputati, permettendogli di seguire tale programma senza intralci tra destra e sinistra radicale. L’introduzione della scala mobile consentì alle persone con redditi medi e bassi di vincere il ritmo dell’inflazione. Il controllo dei prezzi e la protezione dei lavoratori dai licenziamenti ebbero una ricaduta negativa sulle imprese, ma facevano guadagnare consenso tra i greci. Gli imprenditori, la classe dirigente e gruppi di professionisti optavano per Nuova Democrazia (guidata ora da Konstandìnos Mitsotàkis) col 40,8% e 126 deputati, mentre il Partito Comunista ebbe il 9,8% e 12 deputati. Il centrodestra adottò la ricetta liberista, promettendo di diminuire il ruolo dello Stato e di fornire incentivi per la rinascita del settore privato. I continui riferimenti di Mitsotàkis alla crescente dipendenza dai prestiti esteri, per finanziare uno Stato caro e inefficiente, toccavano il nervo scoperto della lotta elettorale. Dall’ottobre 1985 ci fu una maggiore stabilizzazione economica, inaugurata sempre dai socialisti che si erano assicurati un prestito di 1,75 miliardi di dollari da parte della CEE e tale pacchetto conteneva: la svalutazione della dracma del 15%, la diminuzione del prestito e una restrittiva politica monetaria. I salari caddero sensibilmente, mentre i guadagni degli imprenditori aumentarono per la prima volta dopo anni. Tuttavia, il tentativo dei socialisti di moderare il loro populismo economico non durò a lungo. Nel 1987, presagendo che il suo ascendente elettorale stava scemando, Papandrèu congedò il professor Kòstas Simìtis, ministro dell’Economia e artefice di quel programma. Così, i socialisti si concessero un incremento delle spese in vista delle elezioni del 1989. Nel febbraio 1988 avvenne l’incontro a Davos dei rispettivi primi ministri di Grecia e Turchia, segnando un allentamento della tensione tra i due paesi. Papandrèu prese coscienza del fatto che i reiterati e pressanti appelli al popolo greco avrebbero intorpidito la sensibilità sulle controversie con la Turchia. L’aggravio delle spese militari sulla problematica bilancia dei pagamenti e il prolungato servizio militare, che minava l’immagine filo-popolare del governo, convinsero il premier a prendere l’iniziativa di innalzare la crisi tra le due nazioni. Nella primavera 1988, il ministro degli Esteri turco, Mesut Yilmaz pose la questione della minoranza turca nella Tracia greca e negò che i soldati turchi potessero ritirarsi da Cipro. Benché si segnalasse un certo progresso in direzione dello sviluppo di un rapporto di fiducia per evitare incidenti nelle acque dell’Egeo, lo spirito degli incontri persero le loro energie. La Grecia “socialista” in questi anni cercò di esercitare una politica estera “indipendente” nel periodo in cui il Movimento dei non allineati era in declino e Papandrèu optò per stringere legami con alcuni paesi neutrali ai due blocchi, fondamentalmente anti-occidentali, del Nord Africa e del Medio Oriente. Il leader socialista si coalizzò con altri cinque Stati, quali Messico, Argentina, Svezia, India e Tanzania, per promuovere un mondo denuclearizzato e continuò ad esercitare pressioni per la creazione di zone senza armi nucleari nei Balcani. Si inimicò l’Europa occidentale e gli USA quando si trattò di condannare l’Unione Sovietica, accattivandosi le simpatie di Mosca, ma provocò il disappunto di Washington, il cui sostegno era molto più importante per la sicurezza della Grecia. Nel 1986, mentre calava il carisma del premier socialista, venne cambiata la Costituzione, per limitare significativamente i poteri del presidente della Repubblica, trasformandolo in un elemento decorativo che non aveva più la facoltà di sciogliere il Parlamento, di licenziare il governo, di indire le elezioni, di sospendere determinati articoli costituzionali o di proclamare lo stato d’assedio. I socialisti si assicurarono che in futuro nessun capo dello Stato, indipendentemente dal suo orientamento politico, sarebbe stato in grado di minacciare un governo socialista, benché Karamanlìs, ad esempio, non si fosse mai opposto a qualsiasi atto del governo né avesse mai fatto uso dei poteri dei quali disponeva. Alla fine degli anni ‘80, la Grecia era rimasta dietro persino al Portogallo e all’Irlanda nel tentativo di agganciare la media europea del PIL, mentre il Fondo Monetario Internazionale, l’Organizzazione per la cooperazione economica e lo sviluppo e la Commissione europea pubblicavano relazioni inquietanti sulla Grecia. Sempre alla fine del decennio, il capo di governo socialista si ritrovò impelagato in uno scandalo di corruzione molto grave. Koskotàs, proprietario della Banca di Creta e accusato di aver sottratto grandi quantità di denaro ai clienti della banca, fuggì negli Stati Uniti dove fu arrestato l’11 novembre 1988. In seguito qui fu incarcerato ed estradato in Grecia solo successivamente. Koskotàs affermò che Papandrèu aveva ordinato alle aziende cretesi di depositare i capitali nella sua Banca e che era stato corrotto con il denaro rubato, ma questi venne poi assolto da tutte le accuse, mentre due suoi ex ministri furono condannati. Alle elezioni del giugno 1989 i socialisti scesero al 40%, Nuova Democrazia col 45% non poté formare un nuovo governo e prese parte ad una coalizione insieme ai comunisti, per un mandato a termine. Alle nuove elezioni del novembre 1989, Nuova Democrazia prese il 46% dei voti e non riuscì di nuovo a formare un governo monocolore e poiché i comunisti erano riluttanti ad andare al governo con Papandrèu prima che si concludessero degli scandali finanziari, i tre partiti maggiori del Parlamento formarono un governo di unità nazionale con a capo l’anziano banchiere Xenofòn Zolòtas. Il peggioramento della situazione economica portò anche lui a rassegnare le dimissioni e allo svolgimento di nuove elezioni nell’aprile 1990. Mitsotàkis riuscì a ottenere la maggioranza necessaria per formare il governo con l’aiuto di un piccolo partito: Rinnovamento democratico. Il Movimento Socialista ottenne il 39% dei voti e Synaspismòs (Coalizione della Sinistra, dei Movimenti e dell’Ecologia) l’11% dei voti.
Arrivò la fine della prima epoca dei socialisti al governo del paese. Il metodo populista di partecipazione alla politica ebbe un lato positivo, poiché incorporò nel sistema politico vari strati di sinistra che ne erano stati esclusi all’epoca della guerra civile. Alcune importanti conquiste civili si ebbero coi socialisti in tale decennio in Grecia: la riforma dell’antiquato diritto di famiglia, l’introduzione del matrimonio civile, l’abolizione dell’istituto della dote, l’uguale protezione dei figli nati fuori dal matrimonio e il divorzio consensuale.

### La Grecia all'inizio del nuovo millennio
Dal momento del ripristino della democrazia, la stabilità e la prosperità economica della Grecia sono cresciute notevolmente. La Grecia adottò l'euro come valuta nel 2002. Le nuove infrastrutture, i fondi dalla UE e le entrate in crescita da turismo, marina mercantile, servizi, industria leggera e industria delle telecomunicazioni hanno portato la Grecia a un tenore di vita senza precedenti. Continuano a esistere tensioni tra la Grecia e la Turchia riguardo a Cipro e alla delimitazione dei confini nel Mar Egeo, ma le relazioni si sono considerevolmente distese a seguito di una serie di terremoti, prima in Turchia e poi in Grecia, per i quali i due Paesi si sono scambiati reciproci aiuti.

### Crisi economica del 2009-2012
A partire dal tardo 2009 crebbero tra gli investitori i timori per un'insolvenza sovrana, fomentati dall'incertezza sulla capacità della Grecia di onorare i propri debiti a causa del forte aumento nei livelli del debito pubblico. Questo portò a una crisi di fiducia, evidenziata da un aumento dello spread di rendimento sui titoli greci e della copertura assicurativa tramite credit default swap in comparazione ad altri Paesi, in particolare alla Germania. Il declassamento del debito pubblico greco a titoli spazzatura creò un grande allarme nei mercati finanziari. Il 2 maggio 2010 i Paesi dell'eurozona e il Fondo Monetario Internazionale accordarono alla Grecia un prestito di salvataggio da 110 miliardi €, condizionato all'implementazione di dure misure di austerità.
Nell'ottobre del 2011 i leader dell'eurozona si accordarono anche su una proposta per ripianare il 50% del debito greco posseduto da creditori privati, aumentando il FESF a circa un trilione e richiedendo alle banche europee di raggiungere il 9% di capitalizzazione per ridurre il rischio di contagio ad altri Paesi. Le misure di austerità sono risultate estremamente impopolari presso il pubblico greco, e hanno causato diverse manifestazioni e disordini.
Le misure di austerità imposte dalla cosiddetta troika, composta dalla Commissione Europea, dal FMI e dalla BCE, ridussero in ginocchio l'economia greca, provocando l'aumento della povertà a livelli senza precedenti. Il caos politico e sociale causò numerose rivolte, molte delle quali represse con la violenza da parte della polizia greca.
Nel 2014, il partito di sinistra radicale Syriza, guidato da Alexīs Tsipras, propose misure drastiche di riduzione e rinegoziazione del debito pubblico greco, con la fine delle misure di austerità imposte dall'Europa. Le votazioni elettorali per l'elezione del nuovo Presidente della democrazia greca, dopo ben due tornate, si risolsero nel nulla di fatto, portando così la Grecia a nuove elezioni, fissate per il giorno 25 gennaio 2015, da cui nacque il governo Tsipras I. Nuove elezioni nel settembre 2015 portarono alla formazione del governo Tsipras II.